# Citroën Racing
Citroën Racing, anciennement Citroën Sport et Citroën Compétitions, est le département qui gère l'activité sportive de Citroën depuis 1965.
La marque s'est engagée dans différentes disciplines tout au long son existence, à travers le rallye, le supertourisme ou encore le rally-raid, obtenant de nombreux titres.
Son siège social se situe à Versailles, dans le cluster technologique Paris-Saclay.

## Historique

### Les premiers engagements (1965-1989)

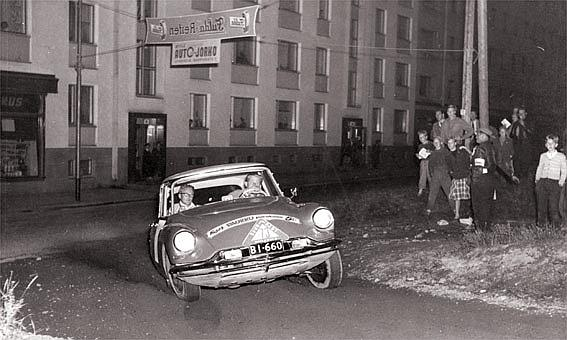
Rallye de Finlande 1956.

René Cotton a contribué au démarrage de l'équipe. C'est en avril 1965, à l'occasion du Safari Rally, que Citroën engagea pour la première fois en nom propre des Citroën DS.
Le modèle Citroën DS a remporté de nombreuses courses dans sa carrière, à partir du Rallye automobile Monte-Carlo en 1959 jusqu'au Rallye du Maroc en 1970.
En 1968 la DS menait le  Rallye-marathon Londres-Sydney (18 000 km course) jusqu'à ce qu'un conducteur ivre ne provoque un accident à 150 km de l'arrivée. Les nombreuses victoires des diverses déclinaisons de cette voiture au cours des années 1960 sont détaillées en page propre (notamment grâce à René Trautmann).
La DS a gagné le Rallye de la Coupe du Monde 1974 Londres-Sahara-Munich rallye, grâce à l'équipage australien corsaire de Jim Reddiex, Ken Tubman et André Welinski. 70 voitures sont entrés dans la course - 19 terminé. La DS a terminé 28 heures avant la voiture suivante.
Les premiers projets en vue de participer au Championnat du monde des rallyes sont lancés en 1980 par Guy Verrier, responsable sportif de Citroën Compétitions. L'objectif était de s'engager en 1985 et pour cela la marque va mettre en concurrence plusieurs préparateurs externes afin de sélectionner le meilleur modèle basé sur la Visa. Ce n'est qu'à l'été 1983 au Rallye des 1000 Pistes que le choix est réalisé entre les quatre prototypes. La Visa développée par Denis Mathiot devient alors la première voiture 4 x 4 française de compétition et donne le nom de Visa 1000 Pistes à un modèle commercial. La voiture est homologuée en Groupe B en 1984 et peut alors être alignée en compétition. Le meilleur résultat est une huitième place de Jean-Claude Andruet au Rallye automobile Monte-Carlo de 1985. L'année suivante, l'écurie engage la Citroën BX 4TC mais son manque de fiabilité ne permet de remporter qu'une sixième place au Rallye de Suède avec de nouveau Jean-Claude Andruet. L'aventure sportive tourne court au bout de trois courses seulement d'une part en raison de l'annonce du bannissement du Groupe B de la compétition à partir de 1987 et d'autre part en raison du manque de résultats. Ce retrait met en veille le service compétition durant quelques années.

### Le rallye-raid (1990-1997)
En 1989 Citroën Compétitions change de nom et devient Citroën Sport.
L'équipe s'engage alors en 1990 en rallye-raid avec la Citroën ZX Rallye-raid, étroitement dérivée de la déjà victorieuse Peugeot 405 T16. Ils remportent le Paris-Dakar en 1991 pour leur première participation, avec l'ancien champion du monde des rallyes Ari Vatanen. En 1992, Pierre Lartigue remporte sur une Citroën le rallye Paris-Moscou-Pékin, avant de s'imposer sur le Rallye Dakar à trois reprises (1994, 1995, 1996). Il gagne aussi la coupe du monde pilotes de rallye-raid quatre fois de suite (1993, 1994, 1995, 1996) alors que Vatanen la gagne en 1997. Citroën remporte la coupe du monde constructeurs en 1993, 1994, 1995, 1996 et 1997.

### Les débuts en WRC (1998-2000)
En 1998, à la suite de son retrait des rallye-raids, Citroën Sport décide de revenir officiellement en rallye et conçoit pour cela la Xsara Kit Car. Équipée d'un moteur de 2 L développant 280 ch à plus de 8 000 tr/min, cette voiture débute dans le championnat de France des rallyes 1998 avec le titre pilotes pour Philippe Bugalski.
Lors de la saison 1999, Philippe Bugalski avec sa Citroën Xsara Kit Car remporte la première victoire de Citroën Sport en WRC avec le Rallye de Catalogne suivi d'une seconde victoire au Tour de Corse, il se classera 7e au championnat du monde avec 20 points.

### La montée en puissance (2001-2002)
La saison 2001 de Citroën est marquée par la victoire de l'Espagnol Jesús Puras lors du Tour de Corse et par la seconde place du jeune espoir Sébastien Loeb lors du Rallye Sanremo
En 2002, Citroën participe à huit des quatorze rallyes de l'année. L'équipe effectue de nombreux essais avec la Citroën Xsara WRC pour préparer l'engagement officiel du constructeur en championnat du monde et participe à quelques rallyes en championnat du monde.

Sébastien Loeb domine le Rallye automobile Monte-Carlo mais perd la victoire sur tapis vert à cause d'une erreur de l'écurie, finissant toutefois deuxième. Sébastien Loeb remporte le 25 août 2002 sa première victoire en WRC au Rallye d'Allemagne au côté de son copilote Daniel Elena.

### Au sommet du rallye, l'ère de Loeb (2003-2012)

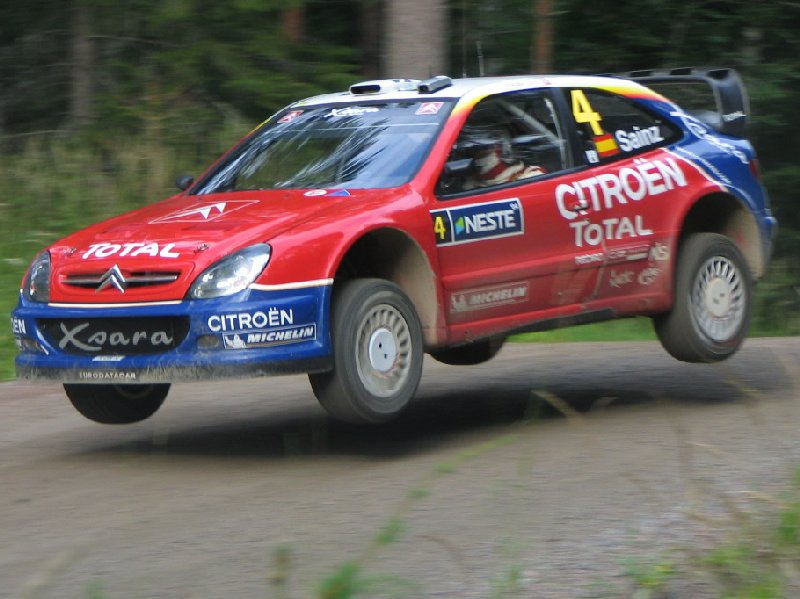
Sainz sur la Xsara WRC au Rallye de Finlande 2004.

#### 2003: Titre constructeurs et titre de vice-champion pour Loeb
En 2003, Citroën est inscrite comme équipe officielle au championnat du monde et est donc autorisée à marquer des points pour le classement constructeurs, l'équipe est composée du double champion du monde Carlos Sainz, du champion du monde 1995 Colin McRae, et du français Sébastien Loeb.
La saison sera marquée par le duel entre Sébastien Loeb et Petter Solberg jusqu'au tout dernier rallye de la saison qui verra finalement triompher le Norvégien. Mais l'équipe se consolera avec le titre constructeurs obtenu aux dépens de Peugeot.
Fin 2003, à l'issue d'une campagne mondiale décevante avec Citroën, Colin McRae est remercié.

#### 2004: Citroën et Loeb champions du monde
En 2004, Sébastien Loeb épaulé de Daniel Elena remporte le championnat du monde des rallyes avec six victoires au cours de la saison et devance Petter Solberg. Dix ans après Didier Auriol, il devient ainsi le deuxième français titré au plus haut niveau du rallye mondial et égale au passage le nombre de victoires en une saison de Didier Auriol. Il est cependant le premier français à être titré sur une voiture française, Didier Auriol ayant gagné sur une Toyota. Au cours de cette saison 2004, Sébastien Loeb est le premier non nordique à remporter le rallye de Suède. En outre, il n'abandonne que deux fois : au Mexique et en Catalogne, les deux fois, une pierre endommage son carter d'huile.

#### 2005: le doublé pilotes/constructeurs

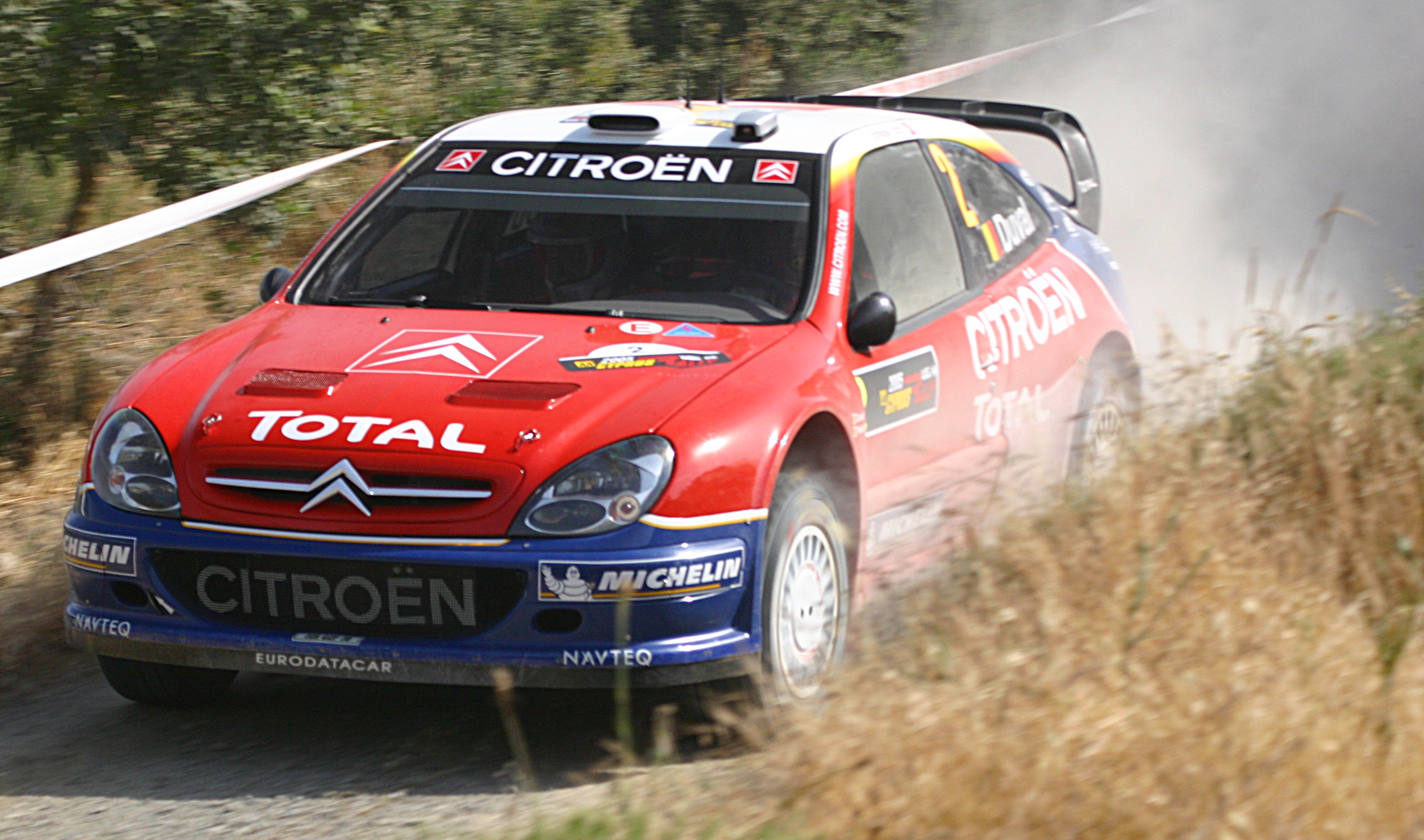
Duval au volant de sa Citroën Xsara WRC au Rallye de Chypre 2005.

En 2005, Citroën recrute l'espoir belge François Duval pour remplacer Carlos Sainz, Sébastien Loeb remporte une troisième victoire d'affilée au Rallye Monte-Carlo, puis enchaîne six victoires de suite en Nouvelle-Zélande, Italie, Chypre, Turquie, Grèce et Argentine, puis après une deuxième place en Finlande, il triomphe pour la quatrième fois en Allemagne, devenant ainsi le seul détenteur du record de victoires en une saison (10) et du nombre de victoires d'affilée (6). Avant le rallye de Chypre, François Duval est écarté de l'équipe pour cause de mauvais résultats, Citroën fera appel au vétéran Carlos Sainz puis décide d'offrir une nouvelle chance à François Duval à partir du rallye d'Argentine. Ce dernier revient donc avec un nouveau copilote : l'expérimenté Sven Smeets. Il monte à nouveau sur la seconde marche du podium des rallyes d'Allemagne et de Grande-Bretagne. Au rallye de Grande-Bretagne, à la suite de l'accident qui coûte la vie à Michael Park, copilote de Markko Märtin, et au retrait de l'équipage Marcus Grönholm/Timo Rautiainen par respect pour leurs coéquipiers, Loeb décide de prendre volontairement une pénalité pour ne pas remporter la victoire et le titre en ce triste jour. C'est lors de l'épreuve suivante, le Rallye du Japon, que Loeb remporte un deuxième titre de champion du monde consécutif. Lors du Tour de Corse, qui lui avait échappé jusque-là, il est le premier pilote de l'histoire du championnat WRC à remporter tous les meilleurs temps des spéciales d'un rallye (douze pour le Tour de Corse 2005). Il remporte également l'épreuve suivante, le rallye de Catalogne, portant son record de victoires en une saison à dix.
Lors de la dernière manche de la saison, au rallye d'Australie, François Duval remporte enfin la première victoire en rallye WRC de sa jeune carrière et devient également le premier belge à réussir cet exploit.

#### 2006: Loeb champion sur une Citroën privée

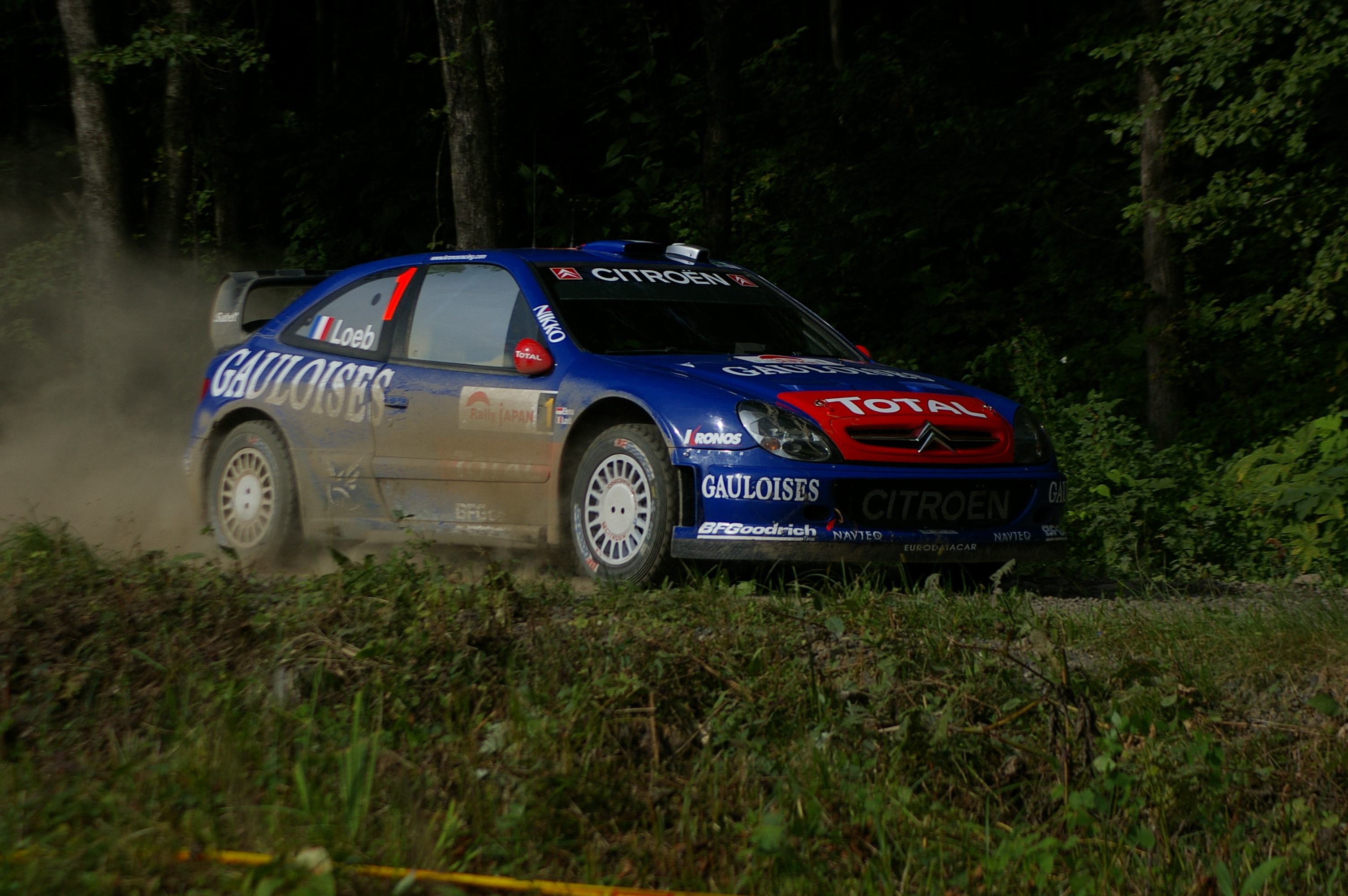
Loeb au volant de la Xsara aux couleurs de Kronos Racing au Rallye du Japon 2006.

En 2006, Citroën s'étant officiellement retiré du WRC avant un retour prévu dès 2007, Sébastien Loeb dispute la saison avec l'écurie Kronos Racing, toujours au volant d'une Xsara WRC suivie de près par Citroën Sport. À ses côtés dans l'équipe, figurent deux jeunes pilotes payants espagnols, Xavier Pons et Daniel Sordo, champion du monde junior en titre, que Citroën engagera par la suite en tant que pilote officiel. En marge du championnat du monde, Loeb et Sordo participent également au développement de la C4 WRC, la future arme de Citroën pour son retour en 2007. À mi-saison, Sébastien Loeb est largement en tête du championnat, devançant Marcus Grönholm de 29 unités grâce à cinq victoires et trois secondes places.
En s'imposant lors du Rallye du Japon le 3 septembre 2006 devant son concurrent direct pour le titre de champion du monde Marcus Grönholm, il remporte sa 27e victoire et bat ainsi le record de Carlos Sainz qui tenait depuis 2004.
Quelques jours après sa victoire au Rallye de Chypre, Loeb chute lors d'un entraînement à VTT en Suisse, dans le Canton de Vaud, où il réside, et se fracture la tête de l'humérus droit. Il doit alors déclarer forfait pour les quatre derniers rallyes de la saison et se retrouve ainsi sous la menace de Marcus Grönholm, qui aurait pu venir le coiffer sur le fil. Grönholm devra néanmoins s'incliner après un accident au rallye d'Australie qui marque la fin de ses espoirs de titre. Sébastien Loeb est donc sacré triple champion du monde des rallyes lors de ce même rallye.

#### 2007: Le titre pilote pour Loeb et le titre de vice-champion pour Citroën

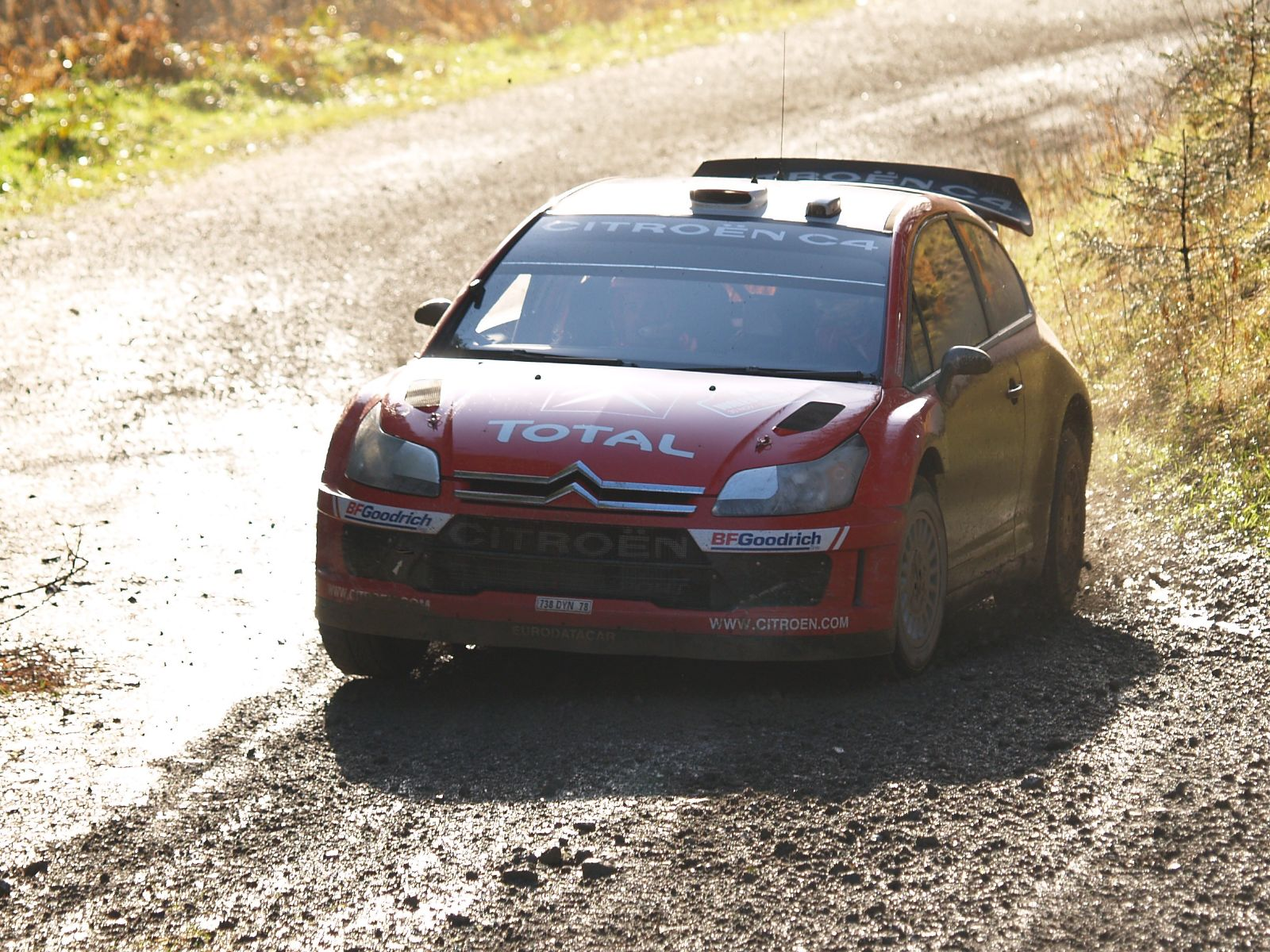
Daniel Sordo au Rallye de Grande-Bretagne 2007.

Après son départ de la discipline lors de la saison 2006, Citroën revient en WRC lors de la saison 2007 avec une nouvelle voiture, la Citroën C4 WRC. La même année, pour la première sortie officielle de la nouvelle voiture, Loeb remporte l'épreuve inaugurale, assurant même le doublé pour Citroën avec son nouveau coéquipier Daniel Sordo qui effectue son premier rallye avec l'équipe. Pour la première sortie de la nouvelle création de la marque sur terre, au rallye du Mexique, Loeb apporte la victoire à son écurie.
Une nouvelle fois, la saison se résume à un duel entre Loeb et Marcus Grönholm. Leader du championnat après deux épreuves, il termine hors des points au Rallye de Norvège, ce qui le fait rétrograder en troisième place. Après trois victoires de suite, il retrouve la tête du classement général, mais à la suite d'un nouvel abandon (mécanique cette fois) en Italie, son rival finlandais va la conserver pendant près de six mois. À trois épreuves de la fin au Rallye du Japon, Grönholm sort de la piste mais Loeb ne profite pas de cette occasion pour lui reprendre des points, sortant à son tour et abandonnant. En Irlande toutefois, Marcus Grönholm sort une nouvelle fois, mais cette fois Loeb remporte la victoire, devançant de six points son adversaire au championnat. Assurant la troisième place au Rallye de Grande-Bretagne derrière Grönholm, deuxième, il remporte finalement son quatrième titre consécutif, égalant le record de titres mondiaux, et de titres consécutifs.
À la fin du championnat, Guy Fréquelin quitte ses fonctions de directeur qu'il occupait depuis 1989, la direction nommera Olivier Quesnel comme successeur.

#### 2008: une domination sans partage

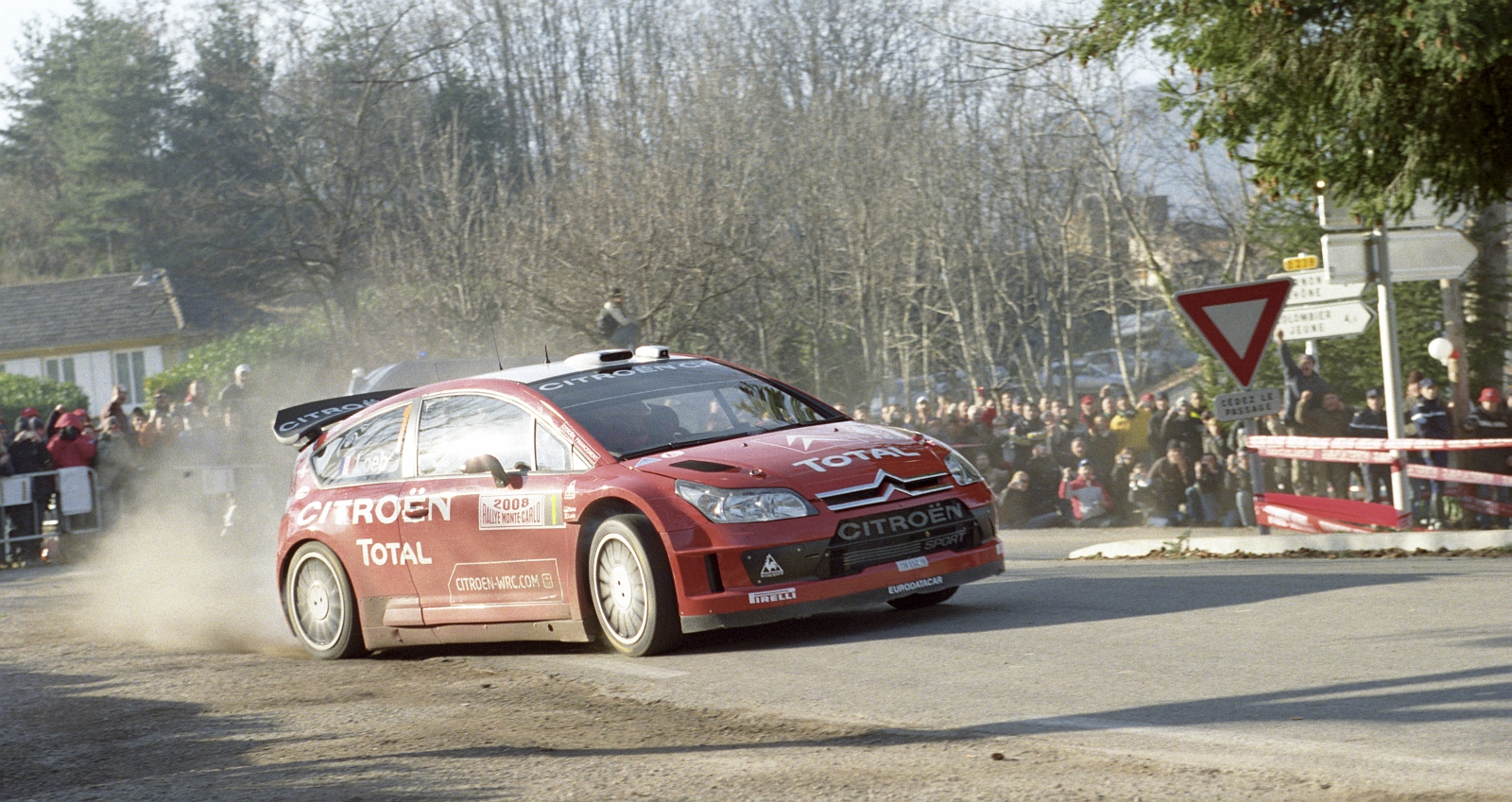
Loeb sur C4 WRC au Monte-Carlo 2008.

La première année d'Olivier Quesnel à la tête de Citroën Racing lors de la saison 2008 est marquée par le doublé pilotes/constructeurs. Sébastien Loeb remporte la manche inaugurale, devenant ainsi le seul à avoir signé cinq victoires au rallye Monte-Carlo, devançant Sandro Munari, Walter Röhrl et Tommi Mäkinen (quatre succès chacun). Il abandonne lors du Rallye suivant, en Suède, puis remporte les Rallyes du Mexique et d'Argentine. Au Rallye de Jordanie, il finit dixième, après un accident avec Conrad Rautenbach. Par la suite, il remporte consécutivement le Rallye de Sardaigne et le Rallye de l'Acropole. Après une troisième place en Turquie, il remporte enfin le Rallye de Finlande, qui lui avait toujours échappé. Il est le premier non-nordique à l'emporter depuis seize ans. Il y acquiert un nouveau surnom, « Loebinen », inventé par le pilote de Formule 1 finlandais Heikki Kovalainen. Nouvel exploit au rallye suivant : il remporte une septième fois en sept ans le rallye d'Allemagne, un record absolu de victoires consécutives sur un même rallye. Il reprend alors la tête du championnat, puis enchaîne par trois autres victoires, en Nouvelle-Zélande, en Catalogne et en Corse. Il remporte son dixième succès de la saison dans son pays, égalant ainsi le record du nombre de victoires en une saison en WRC qu'il détenait déjà. Il s'adjuge mathématiquement le championnat en finissant troisième du rallye du Japon derrière les deux Ford après s'être fait une petite frayeur lors de l'avant-dernière spéciale. Pour conclure cette saison exceptionnelle, il s'adjuge enfin la victoire au Rallye de Grande-Bretagne, une épreuve qui lui avait toujours échappé. Cette victoire offre le titre de champion des constructeurs à Citroën, son premier depuis 2005. De plus, avec onze rallyes remportées en 2008, Loeb bat une nouvelle fois le record de victoires en une saison de WRC.

#### 2009: Un doublé in extremis

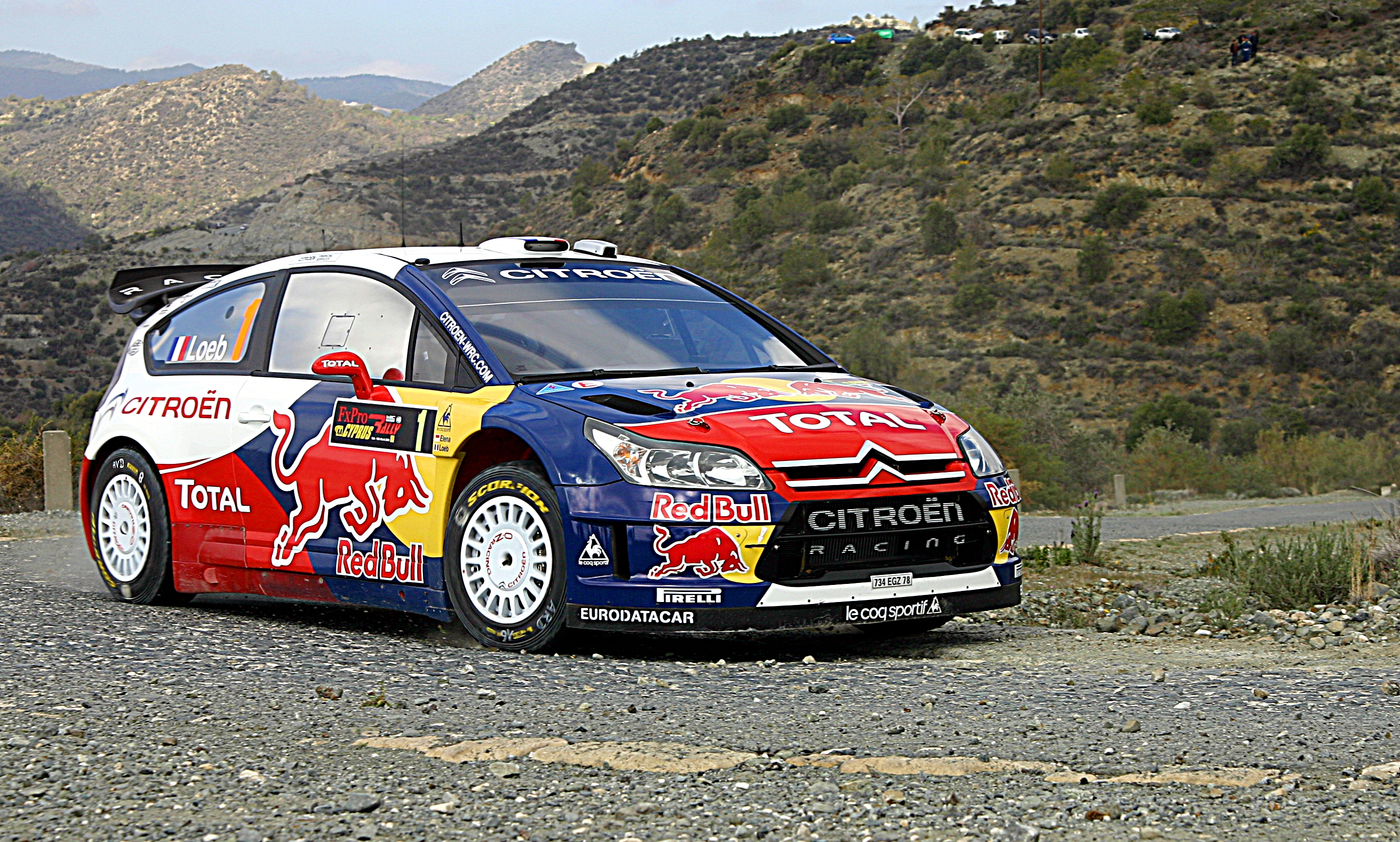
Loeb pendant la vérification du Rallye de Chypre 2009.

Courant 2009 Citroën Sport change de nom et devient Citroën Racing.
La saison 2009 commence idéalement pour Loeb qui remporte la première épreuve de l'année, en Irlande, devant son coéquipier Dani Sordo. Sur le deuxième rallye de la saison, disputé en Norvège, Sébastien Loeb s'impose et ajoute ainsi un deuxième rallye sur terre enneigée à son palmarès, après avoir gagné le Rallye de Suède en 2004.
Au Rallye de Chypre, Sébastien Loeb remporte sa cinquantième victoire, avant d'enchaîner sur une cinquante-et-unième au Portugal. En remportant le Rallye d'Argentine, il augmente son avance au championnat, qui passe de 10 à 19 points, son plus proche rival Mikko Hirvonen ayant abandonné. Après cinq victoires en autant de rallyes, il connaît une mauvaise série à la mi-saison. En Italie, il termine quatrième en raison d'une crevaison, puis d'une pénalité car son copilote Daniel Elena avait détaché son harnais pour préparer le changement de roue lorsque la voiture roulait encore. Il abandonne au Rallye de l'Acropole à la suite d'un tonneau, puis heurte une souche en Pologne ce qui le place en trente-deuxième position, à 18 minutes de la huitième place. Il parvient néanmoins à revenir dans les points au terme du rallye, aussi aidé par le ralentissement de pilotes Citroën placés devant lui comme Conrad Rautenbach. Malgré ce retour dans les points, Sébastien Loeb cède la place de leader du championnat à Mikko Hirvonen pour un point. Au rallye de Finlande, Loeb termine derrière Hirvonen qui accroît donc son avance à trois points.
En Australie, alors qu'il avait remporté l'épreuve, il est pénalisé d'une minute, tout comme d'autres Citroën comme celles de Sordo et d'Ogier, à cause d'une attache de barre anti-roulis dont la photographie n'a pas été donnée aux commissaires techniques de la FIA lors de l'homologation de sa voiture. Vainqueur d'un quatrième rallye de suite, Hirvonen a cinq points d'avance sur Loeb à deux rallyes de la fin de saison.
Hors course pour le titre, Daniel Sordo, en équipier modèle, cède la première place en Catalogne à son équiper Sébastien Loeb, ce qui lui permet de se relancer pour le championnat en revenant à un point de Hirvonen. Par ailleurs, le doublé des Citroën permet à l'écurie française de s'adjuger un cinquième titre mondial des constructeurs, le second consécutif. Le Rallye de Grande-Bretagne va se résumer à une lutte pour la victoire entre les deux pilotes qui vont se partager tous les temps scratch. Sébastien Loeb en remporte 9 sur les 16 spéciales chronométrées et gagne le rallye devant Hirvonen. Il obtient son sixième titre mondial consécutif devant son principal rival qui termine à un point au classement général final.

#### 2010: Une domination absolue

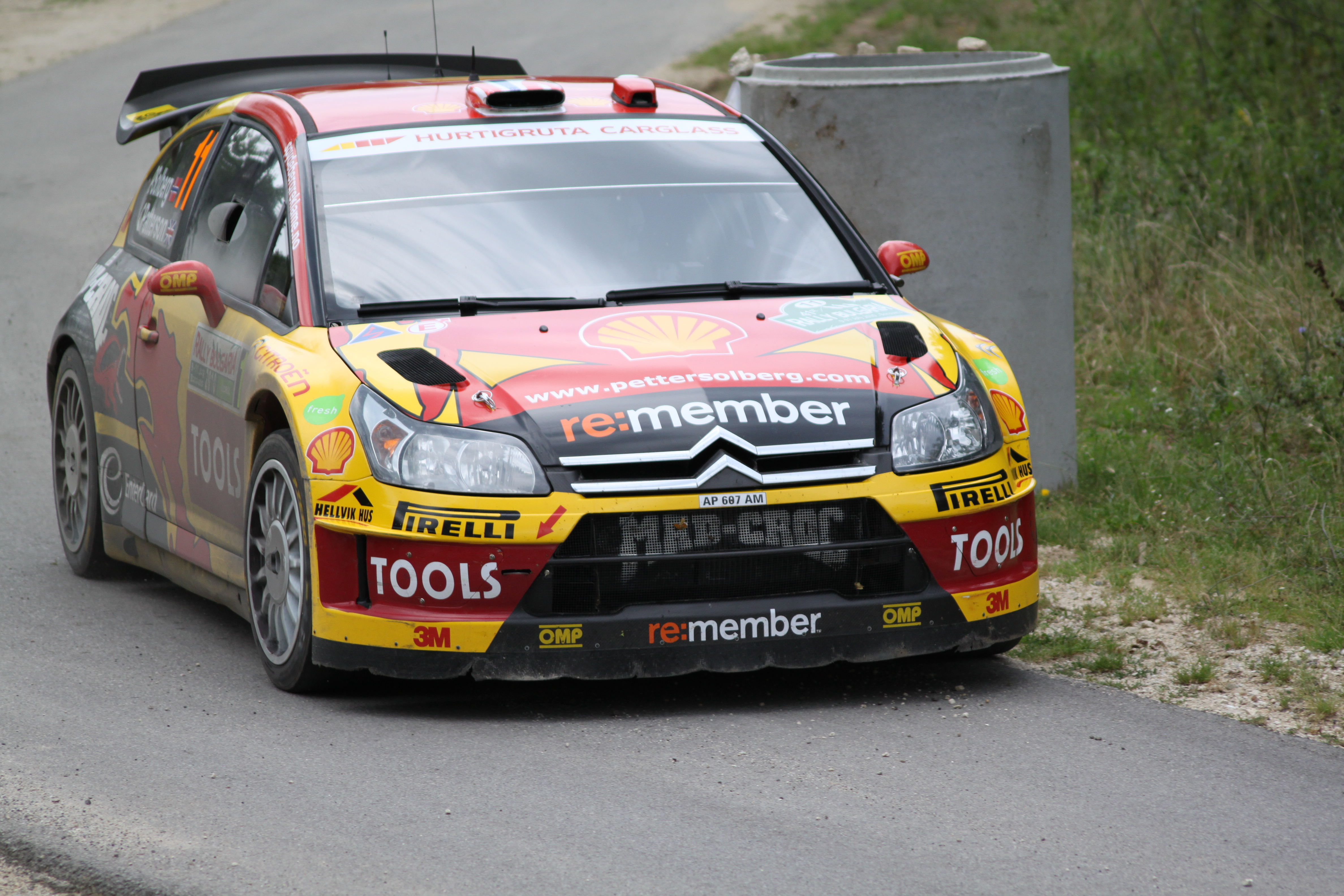
Petter Solberg au Rallye de Bulgarie 2010.

La saison 2010 est marquée par un duel entre deux générations de pilotes issue de la même équipe, le sextuple champion du monde Sébastien Loeb (36 ans) et le jeune espoir Sébastien Ogier (26 ans) qui confirmera tout au long de la saison les espoirs placés en lui pour les années à venir. Le championnat commence en Suède, l'épreuve est remportée par Mikko Hirvonen, suivi de Sébastien Loeb et du jeune Jari-Matti Latvala. À la fin du week-end, des questions se posent sur les performances de la C4 et Olivier Quesnel demande une mobilisation totale de son Team. Loeb remporte alors trois victoires consécutives (Mexique, Jordanie, Turquie).
Au Rallye de Nouvelle-Zélande, Sébastien Ogier (Citroën Junior Team) laisse échapper la première victoire de sa carrière pour trois secondes au profit de Jari-Matti Latvala. Après une incroyable remontée au classement général, Sébastien Loeb complète le podium. Après cette deuxième place, Sébastien Ogier remporte avec panache le Rallye du Portugal devant Sébastien Loeb suivi de l'équipier de ce dernier, Daniel Sordo, qui monte pour la première fois de la saison sur le podium, offrant à Citroën son second triplé de la saison.

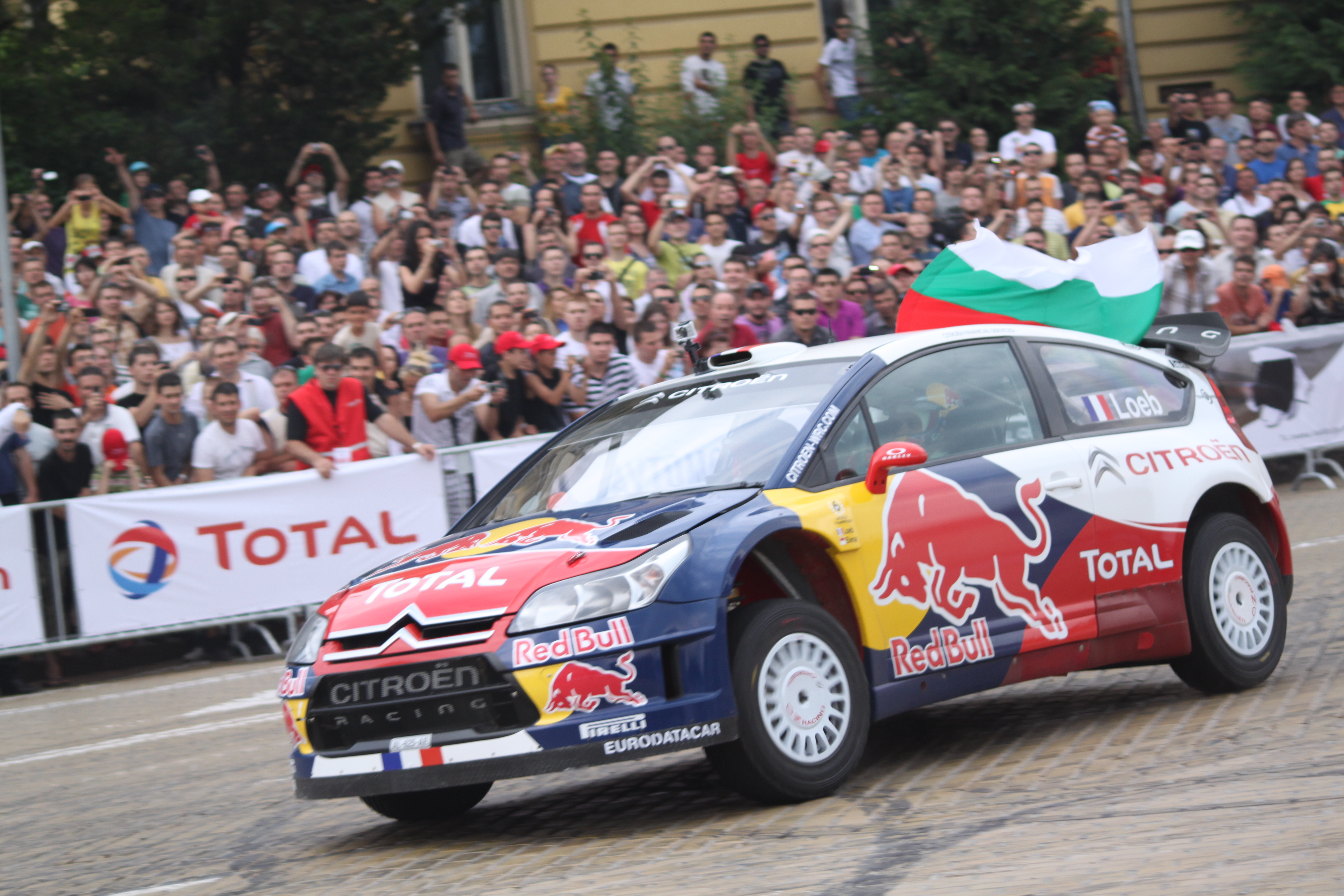
Loeb à Sofia pendant le Rallye de Bulgarie 2010.

Le Rallye de Bulgarie confirmera encore un peu plus la suprématie de Citroën en WRC avec une 58e victoire en carrière pour Loeb, suivi de Daniel Sordo et du jeune Sébastien Ogier qui complète le podium. Avec une C4 WRC privée, le vétéran norvégien Petter Solberg confirme la domination écrasante du chevron sur cette manche bulgare de la plus belle des manières avec une quatrième place. Il s'agit là d'un quadruplé inédit en mondial depuis la victoire des Toyota en 1993 au Safari Rally. De plus, les quatre pilotes Citroën signent tous les meilleurs temps du rallye. Impuissants pendant tous le weekend, les deux pilotes Ford, Hirvonen et Latvala, se classent respectivement 5e et 6e.
Au Rallye de Finlande, remporté par Jari-Matti Latvala, Sébastien Ogier intègre Citroën Racing aux dépens de Daniel Sordo qui pose ses valises chez Citroën Junior. Cet échange a pour but de marquer de gros points lors des rallyes sur terre et de préparer la saison 2011. Daniel Sordo reprend sa place au Rallye d'Allemagne et monte sur la deuxième marche d'un rallye remporté pour la huitième fois d'affilée par Sébastien Loeb.
Sébastien Ogier prend une nouvelle fois la place de Daniel Sordo dans l'équipe Citroën Racing et remporte la 2e victoire de sa carrière au Rallye du Japon, Sébastien Loeb se contenta de la cinquième place.
Le Rallye de France se déroule pour la première fois en Alsace où le rallye reçut un engouement populaire abasourdissant. Lors de cette manche alsacienne, Sébastien Loeb, victorieux dans sa région natale, fut couronné pour la 7e fois consécutive champion du monde des rallyes, la deuxième place de Daniel Sordo permet à Citroën Racing de remporter le championnat constructeurs pour la 6e fois, dépassant ainsi Peugeot dans les tablettes.
Deux semaines après leurs sacres mondiaux, Sébastien Loeb et Citroën signent à nouveau une belle victoire au Rallye de Catalogne avec un nouveau triplé à la clé, obtenu grâce au pilote privé Petter Solberg et à Daniel Sordo qui complètent le podium. Pour l'anecdote, Citroën bat le record du nombre de triplés en une saison, détenu jusqu'alors par Lancia depuis 1989.
La saison 2010 s'achève lors du traditionnel Rallye de Grande-Bretagne au cours duquel Citroën engrange une nouvelle victoire en mondial avec un Sébastien Loeb intouchable. Le constructeur français égale ainsi un nouveau record, celui du ratio de victoires en une saison (76.92% ; 10 victoires en 13 rallyes) détenu jusqu'alors seulement par Lancia depuis 1988 et obtient sa 70e victoire en WRC.

#### 2011: Le duel Loeb/Ogier

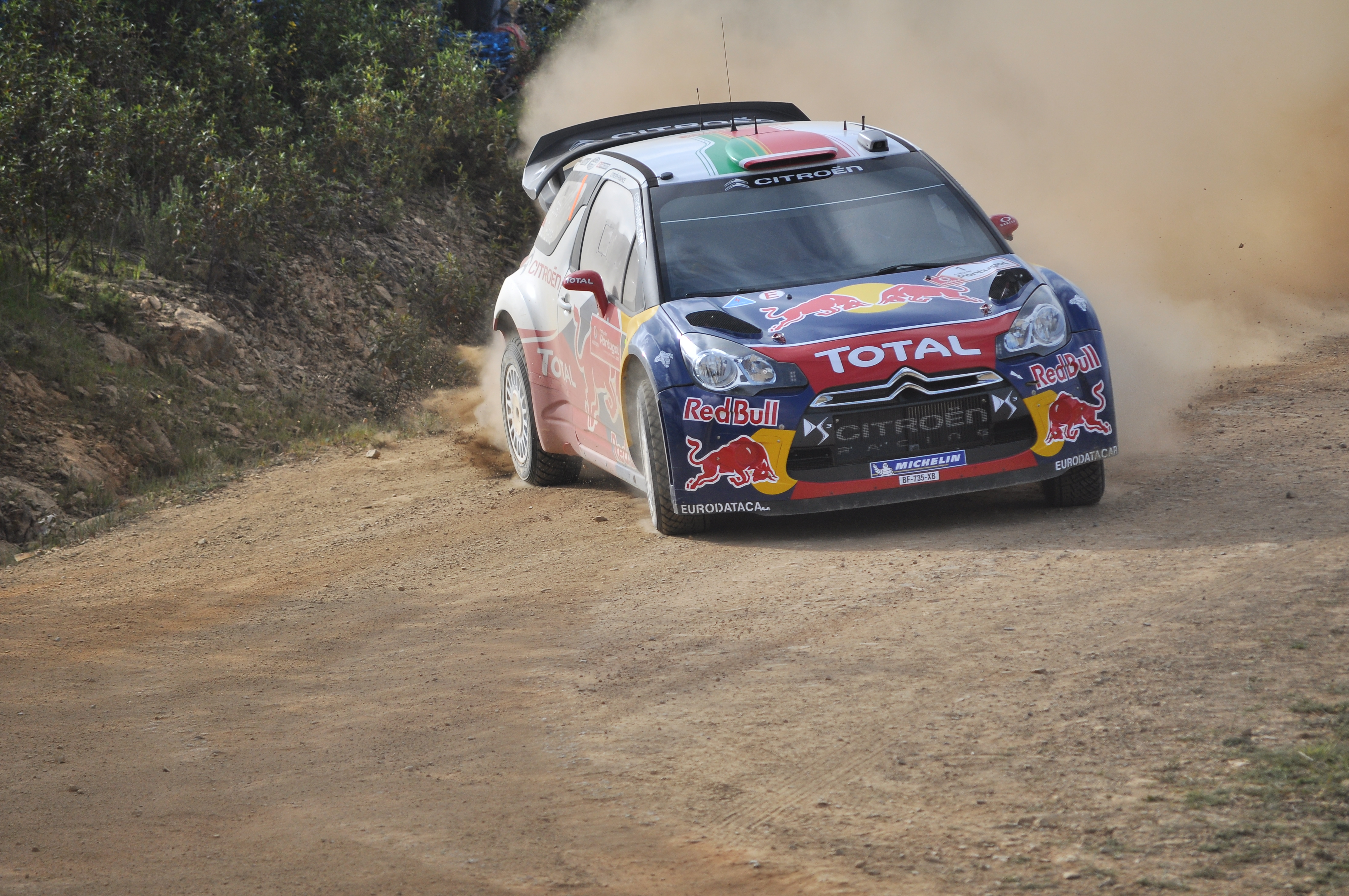
Sébastien Loeb au Rallye du Portugal 2011.

Pour la saison 2011, Citroën Racing confirme Sébastien Loeb et Sébastien Ogier comme pilotes officiels. Cette saison est également marquée par l'arrivée de la nouvelle voiture de l'équipe, la DS3 WRC, qui remplace la C4, triple championne du monde des constructeurs et gagnante à 36 reprises.
Le Rallye de Suède, première manche du championnat 2011, voit le triomphe des nouvelles Ford Fiesta RS avec un triplé formé Mikko Hirvonen, Mads Østberg et Jari-Matti Latvala. Les nouvelles DS3 se classent respectivement 4e avec Sébastien Ogier et 6e avec Sébastien Loeb. Ce rallye met ainsi fin à une série ininterrompue de 38 podiums consécutifs pour Citroën, un record absolu.
Lors de la deuxième manche, au Rallye du Mexique, Citroën reprend l'avantage sur Ford avec les deux pilotes officiels Loeb et Ogier, et le pilote privé Petter Solberg. Mais les ennuis mécaniques de ce dernier lors de la première journée ne lui permettront pas de se battre pour la victoire.
Sébastien Ogier conclut la première journée en tête avec 2,3 secondes d'avance sur son coéquipier Sébastien Loeb qui parvient à prendre la tête du Rallye lors de l'ES11 jusqu'à ce qu'une pénalité de 50 secondes lui soit infligée pour avoir pris le départ de l'ES15 avec 5 minutes de retard à cause d'un problème mécanique. Ogier termine alors la deuxième journée avec 10,5 secondes d'avance sur le septuple champion du monde.
Lors de la dernière journée du rallye, Sébastien Ogier, alors en tête, sort de la route et abandonne la course, laissant les commandes à Sébastien Loeb qui s'envole pour sa 63e victoire, la 71e de Citroën, et la première de la DS3 en championnat du monde des rallyes. Pour le Rallye du Portugal, c'est Sébastien Ogier qui s'illustre à son tour en remportant sa première victoire de la saison, performance qu'il accomplit également au Rallye de Jordanie, signant ainsi son premier doublé et revenant à cinq points de Loeb au championnat.
Le septuple champion du monde renoue avec la victoire lors de l'épreuve suivante, le Rallye de Sardaigne, qu'il remporte en ayant balayé la totalité des spéciales. Après avoir creusé un écart significatif sur ses poursuivants lors de la première journée, sur un tracé moins pénalisant pour l'ouvreur, il parvient à résister à la remontée de ses adversaires lors des deux dernières étapes au cours desquelles le côté traditionnellement cassant et abrasif du rallye de Sardaigne s'est fait beaucoup plus présent. Lors du Rallye d'Argentine, après avoir pris la première place lors de la première spéciale, Loeb se retrouve à plus d'une minute trente de Jari-Matti Latvala la fin de l'étape 1 à cause d'une erreur de pointage due à un manquement de signalisation. Sébastien Ogier, qui occupait la troisième place à près de trente secondes, s'empare de la tête de la course à la fin de l'ES12 avec plus de quarante secondes d'avance sur Mikko Hirvonen et près de cinquante sur Sébastien Loeb, il est victime d'un accident et ne peut rivaliser avec son coéquipier qui s'empare de la première place dans la dernière spéciale et qui remporte son 6e Rallye d'Argentine consécutif.
La cohabitation entre Loeb et Ogier devient très tendue pendant l'été, lorsque l'Alsacien renouvelle son contrat avec Citroën Racing. Son coéquipier croit savoir qu'il a négocié un statut de pilote n°1 avec la direction même du constructeur et s'offusque de recevoir quelques jours plus tard des consignes d'équipe qu'il juge injustes : Citroën décide de figer les positions au soir de la première étape pour assurer un doublé et le titre constructeur alors que Loeb était en tête de 7 secondes. Après avoir ouvertement critiqué cette manœuvre dans les médias, Ogier est convoqué par la direction du groupe et, malgré ses excuses et la victoire qui lui est finalement revenue à la suite d'une crevaison de Loeb, son divorce avec l'équipe semble inévitable. Lors de la manche suivante, en Australie, les deux pilotes sont victimes d'un accident et reprennent la course avec beaucoup de retard. Ogier se voit contraint par Citroën de céder sa dixième place à Loeb pour que celui-ci marque un point au championnat pilote. L'écart avec le finlandais Mikko Hirvonen ne cessait en effet de se réduire après que ce dernier ait profité régulièrement de consignes d'équipes similaires chez Ford, dont sa victoire sur ce même rallye d'Australie, et Citroën fit le choix à ce stade de privilégier ouvertement l'Alsacien dans la course au titre.
Lors du second Rallye d'Alsace, Loeb est victime d'une surchauffe moteur due à un mauvais assemblage en usine alors qu'il était en tête et doit abandonner dès la deuxième spéciale, tandis qu'Ogier s'impose devant Sordo et Hirvonen. Alors qu'il reste deux épreuves, les trois postulants au titre (Loeb, Ogier et Hirvonen) ne sont séparés que par trois points. En s'imposant en Catalogne, Loeb offre un septième sacre à Citroën Racing. C'est également le quatrième consécutif et le premier de la DS3. Lors du Rallye de Grande-Bretagne, les deux Citroën officielles abandonnent, Loeb étant victime d'une collision rocambolesque sur une liaison, tandis que Latvala s'impose et qu'Hirvonen abandonne également. Sébastien Loeb remporte donc son huitième titre consécutif.

#### 2012: Le neuvième et dernier titre de Loeb
Conformément aux termes du contrat liant Sébastien Loeb et Citroën Racing, 2012 constitue la dernière saison au cours de laquelle l'Alsacien dispute le championnat WRC dans son intégralité. Pour pallier le départ de Sébastien Ogier, la marque aux chevrons recrute le 16 novembre 2011 le vice-champion du monde Mikko Hirvonen, Petter Solberg retrouvant quant à lui un volant d'usine chez Ford en occupant le baquet laissé vacant par le Finlandais. Avec l'introduction d'une spéciale qualificative déterminant l'ordre de passage des pilotes pour les épreuves terre et neige, la nouvelle réglementation met fin au handicap du balayage affectant le leader du classement mondial et dont Loeb fut la principale victime tout au long de sa carrière.
Après trois années d'absence, le rallye Monte-Carlo réintègre le calendrier mondial ainsi que le statut de manche d'ouverture qu'il occupait traditionnellement jusqu'alors. Opposé à Jari-Matti Latvala pour le gain de la première place en début d'épreuve, le champion du monde creuse rapidement des écarts significatifs et pousse le pilote Ford à la faute. Il rejoint l'arrivée avec plusieurs minutes d'avance sur son poursuivant direct et s'impose pour la sixième fois sur le doyen des rallyes mondiaux. Au rallye de Suède, Loeb est pénalisé pour des réglages effectués trop tardivement sur sa Citroën DS3 WRC et écarté de la victoire, tandis qu'Hirvonen parvient à arracher la seconde place derrière Jari-Matti Latvala .
Loeb adopte un rythme prudent au coup d'envoi du rallye du Mexique, jugeant les premiers secteurs propices aux crevaisons et aux casses mécaniques. Trop fougueux, les deux pilotes Ford officiels essuient rapidement divers incidents en spéciales, laissant l'Alsacien sans concurrence jusqu'à l'arrivée. Disputée quasi-intégralement de nuit, la première étape du rallye du Portugal provoque un dilemme chez les différents concurrents vis-à-vis du choix de leur ordre de passage, l'absence de lumière du jour démultipliant les effets de la poussière stagnante sur la visibilité. Citroën opte pour la sécurité en faisant partir ses deux pilotes aux avant-postes tandis que la marque à l'Ovale effectue le choix inverse. La stratégie de l'écurie de Malcolm Wilson est finalement validée par de fortes averses survenues au crépuscule. Luttant contre le balayage, Loeb limite son déficit en adoptant un rythme offensif et accroche le trio de tête avant qu'une confusion de note entre lui et son copilote Daniel Elena ne provoque la sortie de route et l'abandon de l'équipage franco-monégasque dans le troisième secteur,
Victime de problèmes de survirage au départ du rallye d'Argentine, Loeb concède près d'une demi-minute avant d'adapter ses réglages en conséquence. Il hausse son rythme dans la deuxième boucle de la première étape et s'empare des commandes sur le fil face à Mikko Hirvonen au moment de rejoindre le parc fermé. Il accentue son avance le lendemain avant que Citroën n'impose un gel des positions, préférant assurer un doublé acquis au vu de l'écart construit sur la concurrence. Le rallye de l'Acropole est marqué par un duel serré entre l'Alsacien et les deux pilotes Ford d'usine sur un terrain réputé piégeux et cassant. Jari-Matti Latvala est le premier à lâcher prise en perdant le contrôle de sa Ford Fiesta RS WRC dans une jonction de la première étape. Petter Solberg part à la faute sous la pression lors de l'ultime journée de course, abandonnant la victoire au champion du monde, une nouvelle fois suivi par son coéquipier.

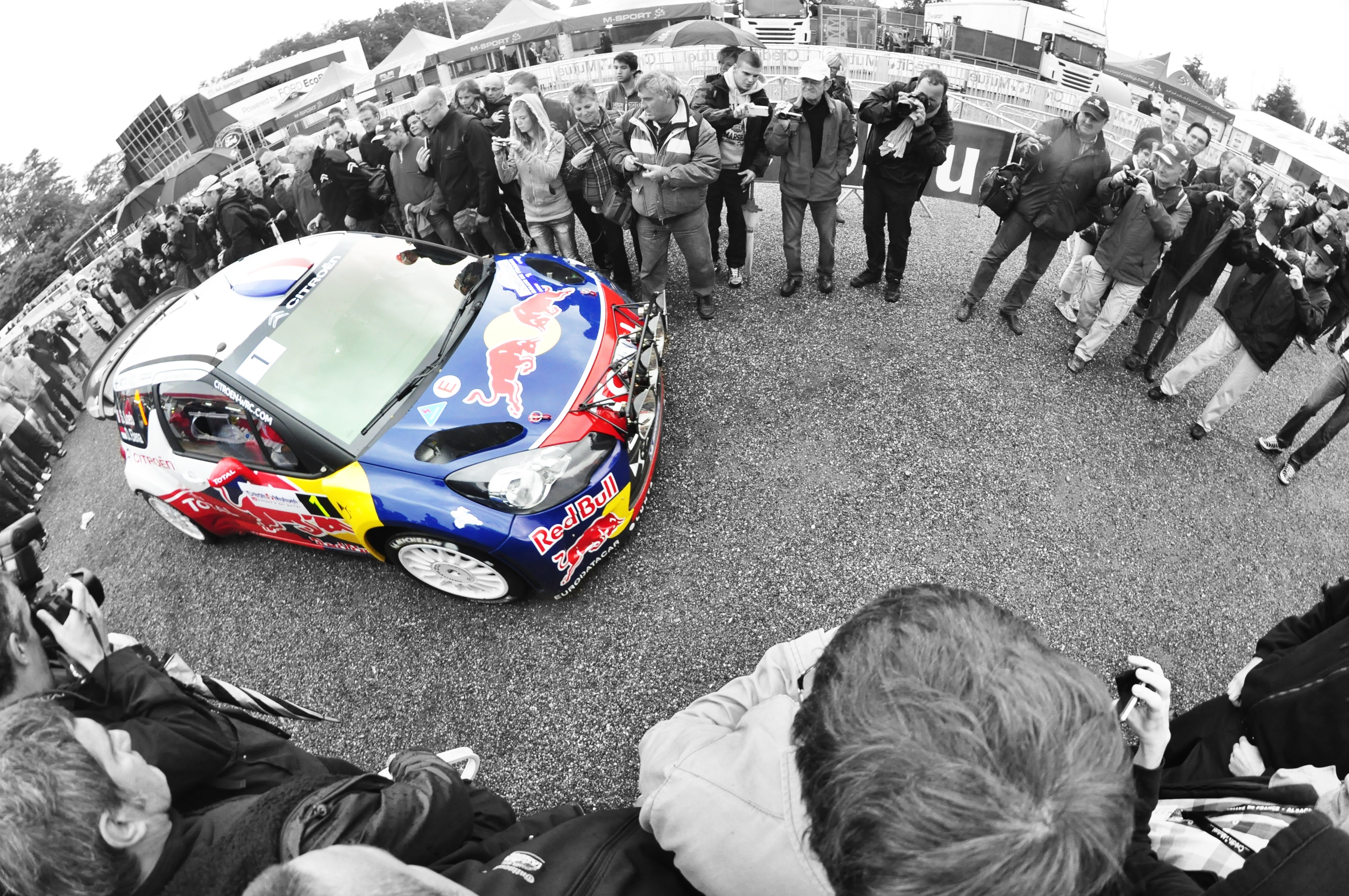
C'est dans sa région natale, lors du rallye de France-Alsace 2012, que Sébastien Loeb décroche le dernier de ses neuf titres mondiaux avant d'entamer aussitôt une reconversion pour le monde des circuits.

La première partie de la saison s'achève aux antipodes dans le cadre du rallye de Nouvelle-Zélande. Loeb se retrouve à la lutte pour le gain de la première place face à son coéquipier Mikko Hirvonen, Latvala et Solberg étant quant à eux rapidement distancés en raison de mauvaises stratégies vis-à-vis de l'ordre de passage et du choix des pneumatiques. Il creuse progressivement l'écart sur le Finlandais lors de la deuxième étape, disputée dans des conditions d'adhérence précaires, avant que Citroën ne décide de figer les positions pour assurer un nouveau doublé. Le duel entre les deux hommes reprend son cours au coup d'envoi du rallye de Finlande. Le champion du monde s'empare des commandes dès la première spéciale et les conserve jusqu'à l'arrivée au prix d'une prise de risques significative, la marge établie sur son coéquipier n'ayant que rarement excédée les dix secondes.
Loeb se montre une nouvelle fois dominateur lors du rallye d'Allemagne, première manche asphalte de la saison. Auteur de plus de la moitié des temps scratchs en présence de fortes précipitations, il creuse des écarts significatifs sur ses adversaires tout en conservant une marge de sécurité dans ses trajectoires. Il franchit la ligne d'arrivée titulaire de près de deux minutes d'avance sur son poursuivant direct Latvala et s'impose pour la neuvième fois de sa carrière dans l'épreuve germanique. Limité par le déficit de performance de sa Citroën DS3 WRC face aux Ford Fiesta sur les revêtements boueux du rallye de Grande-Bretagne, le champion du monde se révèle impuissant à suivre le rythme imposé par Jari-Matti Latvala. Il accroche finalement la seconde place sur le fil au détriment de Petter Solberg pour un écart de quelques dixièmes.
Le rallye de France-Alsace marque la première possibilité pour Loeb d'être mathématiquement titré depuis le début de la saison. Évoluant sur sa surface de prédilection, il se porte en tête dès le premier secteur significatif et construit des écarts importants dans les deux passages de Pays d'Ormont. Il manque de tout perdre dans un aquaplanage lors de l'ultime journée de course, disputée sous de fortes averses, et décide en conséquence de réduire son rythme et la prise de risques. Il rejoint l'arrivée sans encombre et réitère sa performance de 2010 en remportant le titre mondial dans sa région natale. Ce neuvième et dernier sacre dans la discipline, obtenu en conservant la tête du classement mondial de bout en bout, lui permet de marquer un peu plus l'Histoire des sports mécaniques, seuls l'Italien Guido Cappellini et le Britannique Steve Webster étant parvenus à remporter davantage de couronnes dans une même catégorie reine,.
Au rallye de Sardaigne, le désormais nonuple champion du monde se hisse en tête au soir de la première étape. Sorti trop large dans un virage le lendemain matin, il heurte une pierre et endommage la direction de sa DS3. Contraint à l'abandon, il fait le choix de ne pas repartir et laisse la victoire à son coéquipier chez Citroën Racing Mikko Hirvonen, dont ce sera la seule victoire de la saison. La saison s'achève au rallye de Catalogne dont la première journée, disputée intégralement sur terre, est sujette à de fortes précipitations. Plus de la moitié des pilotes inscrits en catégorie WRC partent à la faute sur des pistes rendues glissantes et piégeuses. Loeb accroche la seconde place derrière Mads Østberg avant de prendre le dessus sur le jeune Norvégien dans les secteurs asphalte au programme des deux étapes suivantes. Il rejoint l'arrivée détenteur d'une avance significative et s'impose pour la huitième fois consécutive sur la manche espagnole du mondial, parachevant sa dernière saison complète par une soixante-seizième victoire.

### Période compliquée en WRC (2013-2016)

#### 2013: La préretraite de Loeb, Hirvonen seul leader
Avant le début de la saison 2013, Sébastien Loeb établit un programme regroupant quatre rallyes pour la saison 2013 (Monte-Carlo, Suède, Portugal et France).
Mikko Hirvonen est dès lors désigné leader de l'équipe, et est secondé par Dani Sordo, de retour à Satory après 2 ans d'absence.
Au Rallye Monte-Carlo, le champion sortant entame sa saison comme au temps de sa domination en remportant une 77e victoire en WRC, sa 7e en principauté, devant son compatriote et ancien coéquipier Sébastien Ogier. Par la suite le nonuple champion du monde ajoute une dernière victoire à son compteur au rallye d'Argentine avant de tirer sa révérence lors du rallye de France-Alsace, qu'il conclut par une sortie de route.
De son côté, malgré une quatrième place finale au championnat et 5 podiums à son actif, Mikko Hirvonen ne peut se mêler à la lutte pour le titre mondial, et ne remporte aucune victoire, une première depuis 2006.
Dani Sordo termine cinquième du championnat, avec 4 podiums et une première victoire au Rallye d'Allemagne.
Citroën termine le championnat deuxième au classement constructeurs avec 280 points, juste derrière Volkswagen à 145 points.

#### 2014: Le WRC sans Sébastien Loeb
Cette saison est la première se déroulant sans Sébastien Loeb depuis 1999. 
L'Equipe française s'appuie dès lors sur un line up intégralement renouvelé, composé de Mads Østberg et Kris Meeke, Dani Sordo ayant rejoint Hyundai Motorsport, et Mikko Hirvonen M-Sport.
Avec 4 podiums chacun, Mads Ostberg et Kris Meeke terminent respectivement cinquièmes et septièmes du championnat pilote.  
Citroën prend la deuxième place au classement constructeurs juste devant M-Sport World Rally Team de 2 points et derrière Volkswagen de 237 points.
Malgré cette deuxième place, Citroën ne remporte aucun des 13 rallyes de la saison, une première depuis le début de son engagement en WRC en 1998.

#### 2015: Troisième fois de suite la seconde place mondiale
La saison 2015 fût, pour Citroën, comme les deux précédentes, avec au bout la seconde place au classement constructeur toujours derrière Volkswagen avec 184 points de moins.  
Citroën renoue avec la victoire grâce à Kris Meeke, victorieux en Argentine. 5 autres podiums compléteront le bilan de l'équipe.
Ostberg achève la saison 2015 au quatrième rang du championnat, devant son équipier, cinquième.

#### 2016: L'espoir d'un retour à temps plein en WRC
Citroën Racing, alors présent dans deux compétitions de la FIA (WRC et WTCC), annonce courant 2015 vouloir revenir à plein temps et se consacrer à une seule des deux disciplines (pour des raisons d'efficacité et financières). Le choix fut de poursuivre le programme WRC, secteur phare du constructeur depuis le début des années 2000. Yves Matton (directeur de Citroën Racing) décida donc d'abandonner son programme en WTCC afin de s'investir pleinement et à plein temps en WRC, notamment en développant une nouvelle voiture : La Citroën C3 WRC
Par conséquent, Citroën Racing ne participa à la saison qu'à temps partiel, afin de consacrer davantage de moyens au développement de sa nouvelle voiture.
Durant cette saison, Citroën remporta 2 rallyes notamment grâce à Kris Meeke. Citroën, n'étant qu'à temps partiel sur cette saison, ne gagna pas de points constructeurs et ne fut donc pas classée (tout comme en 1998, 1999, 2001 et 2002).

### Engagement au championnat du monde des voitures de tourismeWTCC(2014-2016)

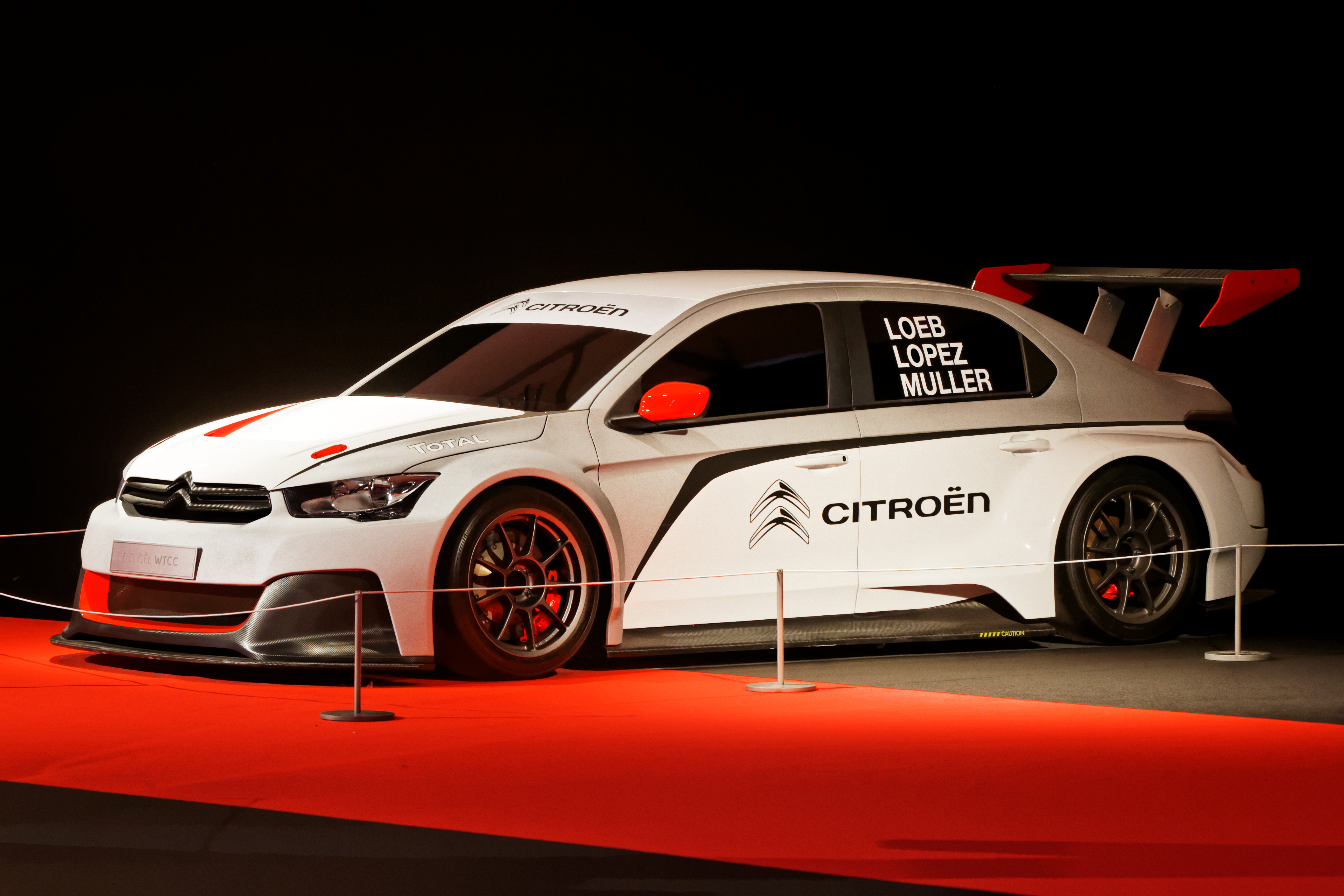
Citroën C-Elysee WTCC 2014.

En juin 2013, Yves Matton annonce la création d'une nouvelle sous-division de Citroën Racing, le Citroën World Touring Car Team, afin de s'engager officiellement en 2014 en championnat du monde des voitures de tourisme (WTCC).
En juillet 2013, le constructeur français révèle le modèle qui sera développé en WTCC. Il s'agit de la Citroën C-Elysee, une voiture vendue dans les marchés émergents et les DOM. Un film révèle les étapes du développement de cette voiture de compétition de circuit totalement nouvelle : Projet M43 WTCC : Citroën WTCC 2014.
Son pilote fétiche, Sébastien Loeb, Yvan Muller triple champion du monde WTCC et José María López sont choisis comme pilotes pour la saison 2014. Le pilote chinois Ma Qing Hua est sélectionné pour quatre courses.

#### 2014: Première victoire mondiale en WTCC

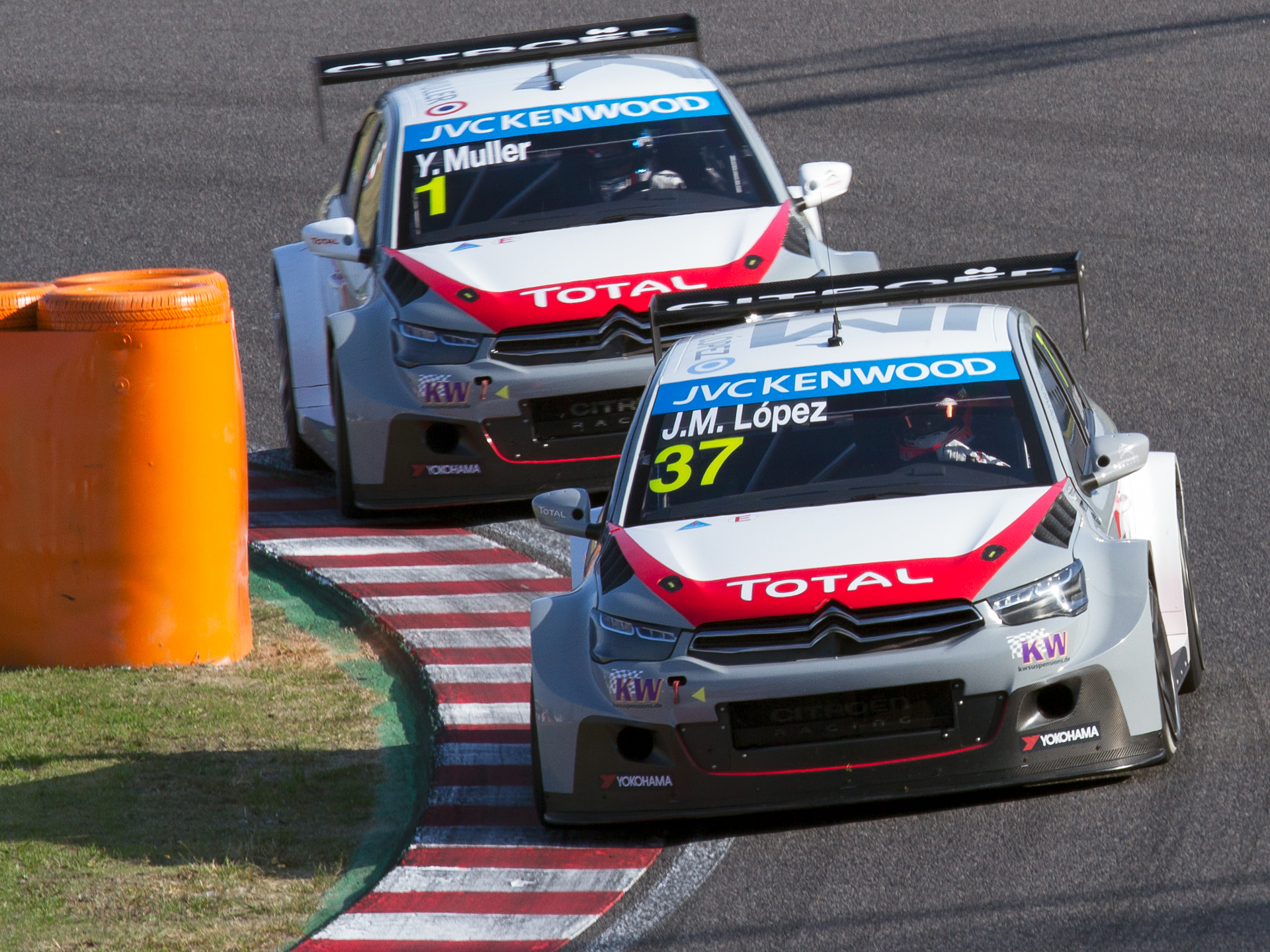
José María López a terminé champion WTCC 2014 avec Citroën, devant Yvan Muller 2e et Sébastien Loeb 3e.

En 2014, Citroën/Total WTCC connait un vif succès, remportant quatorze victoires au cours des quinze premières courses de la saison WTCC 2014, malgré le handicape d'un lest de 60 kg imposées aux Citroën C-Elysee, du fait de leurs nombreuses victoires.
Pour sa première participation, l'équipe Citroën/Total WTCC remporte le titre de 'Champion du Monde des Constructeurs WTCC 2014', 5 courses avant la fin de la saison, après la première course de Shanghai, couronnée par un quadruplé Citroën. À la fin de la saison, les trois premières places du Championnat du monde des pilotes WTCC sont aussi occupées par les pilotes Citroën/Total WTCC. Citroën remporte donc les deux championnats WTCC dès sa première participation, face à ses concurrents engagés de longue date.
- Nombre de victoires : 17/23 = 74%
- Nombre de pole positions : 10/12 = 83.5%
- Nombre de podiums : 39/69 = 56.5%

#### 2015: Citroën de nouveau en haut du podium
Les pilotes José María López, Yvan Muller, Sébastien Loeb sont reconduits. Ma Qing Hua est titularisé pour une saison complète, affichant une victoire en 2014 pour huit courses disputées. Citroën engage une cinquième Citroën C-Elysee, gérée par l'équipe Sébastien Loeb Racing et confiée au pilote marocain Mehdi Bennani.
Contrairement à Honda, son principal concurrent, l'équipe n'a pas multiplié les tests pendant l'intersaison, du fait de l'engagement de Citroën Racing en rallye. Néanmoins, Citroën WTCC reste très compétitive en 2015, remportant 12 des 14 premières courses et 32 des 42 podiums possibles, au cours de la première moitié de la saison. La concurrence entre ses pilotes anime la compétition, puisque Sébastien Loeb remporte 3 victoires, Yvan Muller 4, et José María López 5.

#### 2016: Dernière victoire mondiale et saison en WTCC
En novembre 2015, Citroën Racing, alors présent dans deux compétitions de la FIA (WRC et WTCC), annonce son retrait du supertourisme afin de renforcer son engagement en WRC.
Pour la saison 2016, seuls les pilotes Yvan Muller et José María López ont été reconduits, compte tenu de leurs bonnes performances lors des deux saisons précédentes. Finalement, c'est après une rude saison que José María López s'imposa de nouveau et fit gagner un troisième Titre Constructeur  à Citroën, mais aussi un troisième Titre Pilote.

### Retour puis retrait du WRC (2017-2019)

#### 2017: Saison difficile malgré 2 victoires

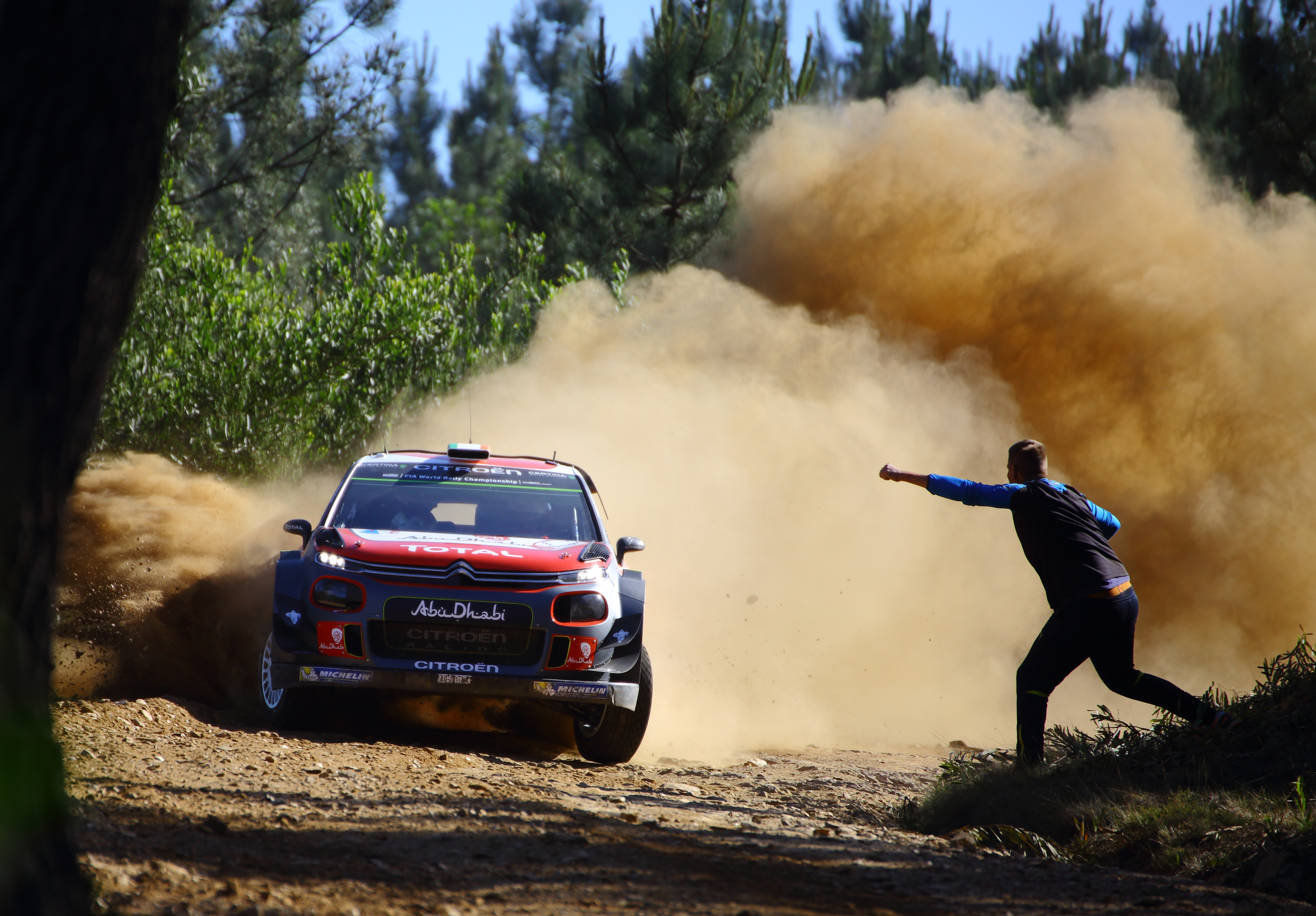
Craig Breen au Rallye du Portugal 2017.

Pour la saison 2017, Citroën effectue son retour. Si Kris Meeke évoluait au volant d'une DS3 en 2016, le programme était sous-traité à 90 % à une structure privée (PH Sport). Yves Matton confie que pour 2017, Citroën revient à une configuration semblable à celle de 2012, époque à laquelle le WRC était le programme principal sur lequel toutes les forces vives de Citroën Racing concentraient leur énergie. Autour de la C3 WRC, Kris Meeke, Stéphane Lefebvre et Craig Breen disposent d'une année de préparation avant d'être en mesure, à partir de 2018, de ramener le titre à Versailles-Satory.
La firme aux chevrons débute avec deux C3 jusqu'au Tour de Corse, Meeke bénéficiant d'un programme complet, Lefebvre et Breen se partageant la deuxième voiture en attendant l'arrivée du troisième exemplaire. Une quatrième C3 est même alignée sur six manches pour le pilote d'Abu Dhabi, Khalid Al-Qassimi.
L'équipe glane deux victoires au Rallye du Mexique et de Catalogne grâce à Kris Meeke, ce qui ne l'empêche pas de terminer dernière du championnat des constructeurs avec 218 points, soit 210 de moins que M-Sport, l'équipe championne. La saison est marquée par de nombreux problèmes de fiabilité et de comportements au niveau de la nouvelle C3, celle-ci ne donnant souvent pas une pleine confiance aux pilotes pour attaquer.
Des changements au niveau du line-up des pilotes ont été effectués en plein milieu de saison, Andreas Mikkelsen étant sollicité par Citroën pour 3 rallyes (Sardaigne, Pologne et Allemagne), remplaçant successivement Stéphane Lefebvre et Kris Meeke.   
Cette saison 2017 est également marquée par un grand remue-ménage interne au sein de l'équipe française. Plusieurs membres du staff technique, et ce en plein milieu de saison, se voient réaffectés à de nouvelles fonctions, à l'image de Laurent Fregosi, alors directeur technique depuis la saison 2016, remplacé par le revenant Christophe Besse et affecté au poste de responsable de conception des véhicules du groupe PSA .     

#### 2018: Une nouvelle saison compliquée, et retour de Sébastien Loeb

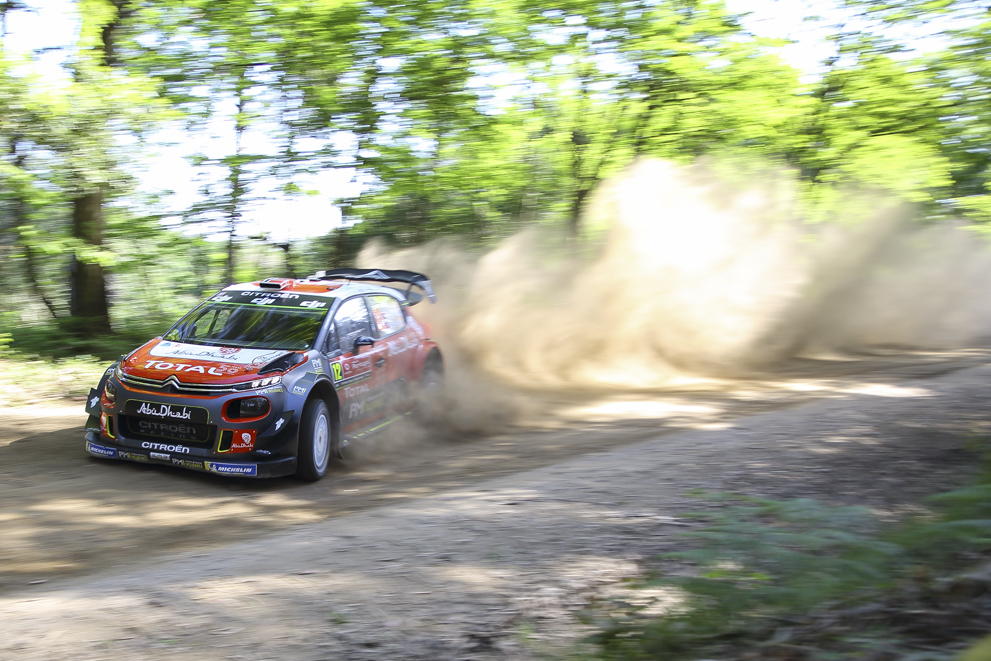
Mads Østberg au Rallye du Portugal 2018.

Engagé sur l’intégralité de la saison 2018, Kris Meeke est désigné fer de lance du Citroën Total Abu Dhabi World Rally Team, Craig Breen dispose de la deuxième Citroën C3 WRC sur dix manches, et Khalid Al Qassimi, d’une troisième, pour quelques rallyes. Sébastien Loeb et Daniel Elena effectuent leur grand retour avec la marque en WRC au Mexique, en Corse et en Catalogne. Stéphane Lefebvre est quant à lui chargé d’étrenner la Citroën C3 R5 en WRC2.
Le début de saison de Citroën est marqué par 2 podiums, avec la deuxième place de Craig Breen en Suède et la troisième place de Kris Meeke au Mexique. Sébastien Loeb se fait également remarquer en parvenant à se battre pour la victoire au Mexique, malgré 5 ans d'absence en WRC, mais ne peut défendre ses chances jusqu'au bout, étant victime d'une crevaison à mi-parcours.  
Quelques heures avant le départ du Tour de Corse, Christophe Besse annonce son départ de Citroën Racing, afin de se consacrer à d'autres projets. Olivier Maroselli le remplace au poste de directeur technique.  
Peu après le Rallye du Portugal, terminé sur une sortie de route à haute vitesse pour le duo Kris Meeke et Paul Nagle, Citroën Racing annonce remercier le tandem pour la suite de la saison, l’équipe mentionnant les « trop fréquentes sorties de route dont certaines, particulièrement violentes, auraient pu avoir de lourdes conséquences pour la sécurité de l’équipage alors que la prise de risque n’était pas justifiée par des enjeux sportifs ». La décision prend effet dès le rallye de Sardaigne, Mads Østberg est alors engagé au côté de Craig Breen pour la fin de saison.
La deuxième partie de saison est meilleure, avec des podiums en Finlande (2e) et en Australie (3e) pour Ostberg. Fin octobre, Sébastien Loeb et Daniel Elena remportent leur 79e victoire en WRC lors du rallye de Catalogne, offrant ainsi le seul succès de la saison à l'équipe.

#### 2019: Retour d'Ogier, départ de Loeb et retrait en fin de saison
Pour la saison 2019, Citroën Racing renouvelle de nouveau son line-up de pilotes avec le champion du monde en titre Sébastien Ogier, transfuge de chez M-Sport et de retour dans l'équipe après 8 ans d'absence et le jeune finlandais Esapekka Lappi, en provenance de  Toyota Gazoo Racing. L'engagement d'une troisième C3 est évoqué en fin de saison 2018, d'abord destinée à Craig Breen, puis Sébastien Loeb. Un manque de moyens financiers met cependant un terme à ce projet, le retrait d'Abu Dhabi comme sponsor de l'équipe entraînant une diminution du budget de l'équipe française, malgré l'arrivée de Red Bull en tant que sponsor titre.
Sébastien Loeb quitte l'équipe et s'engage pour deux saisons à temps partiel avec Hyundai Shell Mobis WRT. Craig Breen, également non-retenu par l'équipe, se retrouve sans programme en WRC. Mads Ostberg se voit confier un programme en WRC-2 avec la C3 R5, soutenu par Citroën Racing, remplaçant Stéphane Lefebvre à ce même poste, dont le contrat n'est pas renouvelé.
Si la saison commence très bien avec 2 victoires de Sébastien Ogier au Rallye Monte-Carlo et au Mexique, ainsi qu'une deuxième place d'Esapekka Lappi en Suède, la suite s'avère plus difficile pour l'équipe française. En difficulté avec les réglages de sa voiture au Tour de Corse, Ogier peine à s'immiscer dans la lutte pour le podium et n'obtient la deuxième position qu'au prix de problèmes rencontrés par les leaders, Ott Tänak et Elfyn Evans. Ces mêmes soucis persistent lors des rallyes suivants où malgré trois podiums consécutifs, le pilote alpin peine à suivre son rival estonien, qui prend progressivement de l'avance au championnat. Le point d'orgue des difficultés du Français est atteint au Rallye d'Allemagne à l'arrivée de la dix-septième spéciale lorsqu'il s'emporte sur la C3 WRC en déclarant : « Je ne peux absolument rien faire. La spéciale me convient, mais je ne peux pas conduire cette voiture. ».
Son équipier finlandais se montre également en difficulté. S'il parvient à terminer deuxième lors de son rallye à domicile, Lappi est également l'auteur de plusieurs fautes lourdes de conséquences au championnat pilotes, et se montre lui aussi très critique envers sa nouvelle voiture.  
Un doublé de l'équipe au Rallye de Turquie emmené par Sébastien Ogier redonne de l'espoir dans la lutte au titre, mais lors du dernier rallye de la saison en Catalogne, un problème moteur fait plonger le pilote alpin au classement, lui faisant abandonner son titre au profit d'Ott Tänak à l'issue du rallye. Lappi, également victime de problèmes moteur, est contraint à l'abandon.  
En dépit de résultats finaux revus à la hausse par rapport aux deux saisons précédentes avec 3 victoires, 11 podiums et le gain d'une place supplémentaire au championnat constructeurs, cette saison est décrite comme décevante par l'équipe, Sébastien Ogier ne parvenant alors pas à conserver son titre pour la première fois depuis 2013.  
Le 20 novembre 2019, face aux rumeurs instantes annonçant le départ de Sébastien Ogier vers l'équipe Toyota Gazoo Racing, Citroën Racing annonce officiellement à travers un communiqué sur les réseaux sociaux son retrait du WRC avec effet immédiat . Cette annonce fait l'objet de nombreuses critiques de la part de plusieurs médias spécialisés et de nombreux observateurs, ceux-ci déplorant que l'équipe rejette la raison de son retrait de la catégorie sur le seul départ du multiple champion du monde, ainsi que son manque de considération pour de nombreux pilotes alors libres de tout contrat et jugés aptes à succéder au pilote français.

#### Réorientation des activités sur le WRC-2 et la C3 R5
Malgré son retrait du WRC, l'équipe française confirme la poursuite du support client pour la vente et le suivi des C3 R5 ainsi qu'un programme usine en WRC-2 avec Mads Ostberg.

## Identité visuelle

Logos de Citroën Racing
Citroën Compétitions, de 1985 à 1989.
Citroën Sport, de 1989 à 2006.
Citroën Sport, de 2006 à 2009.
Citroën Racing, de 2009 à 2016.
Citroën Racing, depuis 2016.

## Les engagements

### En WRC
Citroën fut engagé dans le championnat du monde WRC entre 1998 et 2019, pour un bilan de huit titres constructeurs, neuf titres pilotes (record) et 102 victoires (record).
Palmarès
Pilote         
|      |                |           |  |  |  |  |  |  |  |
| 2004 | Sébastien Loeb | Xsara WRC |  |  |  |  |  |  |  |
| 2005 | Sébastien Loeb | Xsara WRC |  |  |  |  |  |  |  |
| 2006 | Sébastien Loeb | Xsara WRC |  |  |  |  |  |  |  |
| 2007 | Sébastien Loeb | C4 WRC    |  |  |  |  |  |  |  |
| 2008 | Sébastien Loeb | C4 WRC    |  |  |  |  |  |  |  |
| 2009 | Sébastien Loeb | C4 WRC    |  |  |  |  |  |  |  |
| 2010 | Sébastien Loeb | C4 WRC    |  |  |  |  |  |  |  |
| 2011 | Sébastien Loeb | DS3 WRC   |  |  |  |  |  |  |  |
| 2012 | Sébastien Loeb | DS3 WRC   |  |  |  |  |  |  |  |

Constructeur        
|      |           |  |  |  |  |  |  |  |  |
| 2003 | Xsara WRC |  |  |  |  |  |  |  |  |
| 2004 | Xsara WRC |  |  |  |  |  |  |  |  |
| 2005 | Xsara WRC |  |  |  |  |  |  |  |  |
| 2008 | C4 WRC    |  |  |  |  |  |  |  |  |
| 2009 | C4 WRC    |  |  |  |  |  |  |  |  |
| 2010 | C4 WRC    |  |  |  |  |  |  |  |  |
| 2011 | DS3 WRC   |  |  |  |  |  |  |  |  |
| 2012 | DS3 WRC   |  |  |  |  |  |  |  |  |

#### Équipages
| Équipages         | Équipages                             | Période                     | Victoires | Titres Pilote/Copilote |
| Pilote            | Copilote                              | Période                     | Victoires | Titres Pilote/Copilote |
| ----------------- | ------------------------------------- | --------------------------- | --------- | ---------------------- |
| Sébastien Loeb    | Daniel Elena                          | (2001 - 2013) (2015) (2018) | 79        | 9                      |
| Sébastien Ogier   | Julien Ingrassia                      | (2010 - 2011) (2019)        | 10        | 0                      |
| Kris Meeke        | Paul Nagle                            | (2014 - 2018)               | 5         | 0                      |
| Philippe Bugalski | Jean-Paul Chiaroni                    | (1998 - 1999) (2001 - 2003) | 2         | 0                      |
| Carlos Sainz      | Marc Martí                            | (2003 - 2005)               | 2         | 0                      |
| Daniel Sordo      | Carlos Del Barrio Marc Martí          | (2013) (2006 - 2010)        | 1 0       | 0                      |
| François Duval    | Stéphane Prévot Sven Smeets           | (2005)                      | 1 0       | 0                      |
| Mikko Hirvonen    | Jarmo Lehtinen                        | (2012 - 2013)               | 1         | 0                      |
| Jesús Puras       | Marc Martí                            | (1998 - 1999) (2001 - 2002) | 1         | 0                      |
| Colin McRae       | Derek Ringer                          | (2003) (2006)               | 0         | 0                      |
| Mads Østberg      | Torstein Eriksen (en) Jonas Andersson | (2018 - ... (2014 - 2015)   | 0         | 0                      |
| Fabien Doenlen    | Jean-Marc Andrié                      | (1998)                      | 0         | 0                      |
| Patrick Magaud    | Michel Périn                          | (1998)                      | 0         | 0                      |
| Thomas Rådström   | Tina Thörner Denis Giraudet           | (2001-2002)                 | 0         | 0                      |
| Xavier Pons       | Carlos Del Barrio                     | (2006)                      | 0         | 0                      |
| Khalid Al Qassimi | Chris Patterson                       | (2013 - 2018)               | 0         | 0                      |
| Craig Breen       | Scott Martin                          | (2016 - 2018)               | 0         | 0                      |
| Stéphane Lefebvre | Gabin Moreau                          | (2016 - 2018)               | 0         | 0                      |
| Quentin Gilbert   | Renaud Jamoul                         | (2016)                      | 0         | 0                      |
| Andreas Mikkelsen | Anders Jæger                          | (2017)                      | 0         | 0                      |
| Esapekka Lappi    | Janne Ferm (en)                       | (2019)                      | 0         | 0                      |

#### Voitures
| Période     | Voitures              | Victoires |
| ----------- | --------------------- | --------- |
| WRC         |                       |           |
| 2017 - 2019 | Citroën C3 WRC        | 6         |
| 2011 - 2016 | Citroën DS3 WRC       | 26        |
| 2007 - 2010 | Citroën C4 WRC        | 36        |
| 2001 - 2006 | Citroën Xsara WRC     | 32        |
| 1998 - 1999 | Citroën Xsara Kit Car | 2         |
| 1986        | Citroën BX 4TC        | 0         |
| WRC-2       |                       |           |
| Depuis 2018 | Citroën C3 R5         |           |
| 2013 - 2017 | Citroën DS3 R5        |           |

### En WTCC
Depuis 2016 Citroën Racing a cessé toute activité en WTCC : en novembre 2016, Citroën Racing alors présent dans deux compétitions de la FIA (WRC et WTCC) annonce son retrait de la compétition afin de privilégier et renforcer son engagement en WRC.

#### Pilotes
| Pilotes          | Période       | Victoires | Titres Pilotes |
| ---------------- | ------------- | --------- | -------------- |
| Yvan Muller      | (2014 - 2016) | 11        | 0              |
| Sébastien Loeb   | (2014 - 2015) | 6         | 0              |
| Ma Qing Hua      | (2014 - 2015) | 2         | 0              |
| José María López | (2014 - 2016) | 28        | 3              |

#### Voiture
| Période     | Voiture               | Victoires |
| ----------- | --------------------- | --------- |
| 2014 - 2016 | Citroën C-Élysée WTCC | 48        |

### En WCC
Depuis 1997 Citroën Racing a cessé toute activité en WCC.

#### Équipages
| Équipages       | Équipages      | Période       | Victoires | Titre Pilote |
| Pilotes         | Copilotes      | Période       | Victoires | Titre Pilote |
| --------------- | -------------- | ------------- | --------- | ------------ |
| Pierre Lartigue | Michel Périn   | (1993 - 1996) | 25        | 4            |
| Ari Vatanen     | Fred Gallagher | (1997)        | 10        | 1            |
| Timo Salonen    |                |               | 1         | 0            |

#### Voiture
| Période     | Voiture                | Victoires |
| ----------- | ---------------------- | --------- |
| 1993 - 1997 | Citroën ZX Rallye-raid | 36        |

## Palmarès

### Palmarès en rallyes (WRC)
- 8 Titres Constructeurs au Championnat du monde des rallyes (2003, 2004, 2005, 2008, 2009, 2010, 2011 et 2012).
- 9 Titres Pilotes/Copilotes au Championnat du monde des rallyes (2004, 2005, 2006, 2007, 2008, 2009, 2010, 2011 et 2012).
- 102 Victoires après le 12e Rallye de Turquie en 2019.
- 257 Podiums après le 75e Rallye de Grande-Bretagne en 2019.

#### Rallyes remportés en WRC
Citroën a remporté un total de 102 rallyes en WRC. Le 100e rallye a été remporté l'année du centenaire de la marque par Sébastien Ogier et Julien Ingrassia lors du 87e Rallye Monte-Carlo en 2019.

#### Résultats en championnat du monde des rallyes (WRC)
| Saison | Voiture               | Pneumatiques | Équipages | Équipages | Rallyes disputés | Victoires | Points inscrits | Classement final |
| Saison | Voiture               | Pneumatiques | Pilotes | Copilotes | Rallyes disputés | Victoires | Points inscrits | Classement final |
| ------ | --------------------- | ------------ | --- | --- | ---------------- | --------- | --------------- | ---------------- |
| 1998   | Citroën Xsara Kit Car | Michelin     | Philippe Bugalski Jesús Puras Fabien Doenlen Patrick Magaud                                                   | Jean-Paul Chiaroni Marc Martí Jean-Marc Andrié Michel Périn                                                                      | 3/13             | 0         | -               | Non classé[1]    |
| 1999   | Citroën Xsara Kit Car | Michelin     | Philippe Bugalski Jesús Puras                                                                                 | Jean-Paul Chiaroni Marc Martí | 3/14             | 2         | -               | Non classé[1]    |
| 2001   | Citroën Xsara WRC     | Michelin     | Philippe Bugalski Thomas Rådström Sébastien Loeb Jesús Puras                                                  | Jean-Paul Chiaroni Tina Thörner Daniel Elena Marc Martí                                                                          | 4/14             | 1         | -               | Non classé[1]    |
| 2002   | Citroën Xsara WRC     | Michelin     | Thomas Rådström Jesús Puras Sébastien Loeb Philippe Bugalski                                                  | Denis Giraudet Marc Martí Daniel Elena Jean-Paul Chiaroni                                                                        | 12/14            | 1         | -               | Non classé[1]    |
| 2003   | Citroën Xsara WRC     | Michelin     | Colin McRae Sébastien Loeb Carlos Sainz Philippe Bugalski Daniel Solà                                         | Derek Ringer Daniel Elena Marc Martí Jean-Paul Chiaroni Álex Romaní                                                              | 14/14            | 4         | 160             | Champion         |
| 2004   | Citroën Xsara WRC     | Michelin     | Sébastien Loeb Carlos Sainz                                                                                   | Daniel Elena Marc Martí | 16/16            | 7         | 194             | Champion         |
| 2005   | Citroën Xsara WRC     | Michelin     | Sébastien Loeb François Duval Carlos Sainz                                                                    | Daniel Elena Stéphane Prévot Sven Smeets Marc Martí                                                                              | 16/16            | 11        | 188             | Champion         |
| 2006   | Citroën Xsara WRC     | Goodrich     | Sébastien Loeb Colin McRae Xavier Pons Daniel Sordo                                                           | Daniel Elena Nicky Grist Carlos Del Barrio Marc Martí                                                                            | 16/16            | 8         | 166             | 2e               |
| 2007   | Citroën C4 WRC        | Goodrich     | Sébastien Loeb Daniel Sordo                                                                                   | Daniel Elena Marc Martí | 16/16            | 8         | 183             | 2e               |
| 2008   | Citroën C4 WRC        | Pirelli      | Sébastien Loeb Daniel Sordo                                                                                   | Daniel Elena Marc Martí | 15/15            | 11        | 191             | Champion         |
| 2009   | Citroën C4 WRC        | Pirelli      | Sébastien Loeb Daniel Sordo                                                                                   | Daniel Elena Marc Martí | 12/12            | 7         | 167             | Champion         |
| 2010   | Citroën C4 WRC        | Pirelli      | Sébastien Loeb Daniel Sordo Sébastien Ogier                                                                   | Daniel Elena Marc Martí Julien Ingrassia                                                                                         | 13/13            | 10        | 456             | Champion         |
| 2011   | Citroën DS3 WRC       | Michelin     | Sébastien Loeb Sébastien Ogier                                                                                | Daniel Elena Julien Ingrassia | 13/13            | 10        | 403             | Champion         |
| 2012   | Citroën DS3 WRC       | Michelin     | Sébastien Loeb Mikko Hirvonen                                                                                 | Daniel Elena Jarmo Lehtinen | 13/13            | 10        | 413             | Champion         |
| 2013   | Citroën DS3 WRC       | Michelin     | Sébastien Loeb Mikko Hirvonen Daniel Sordo Kris Meeke                                                         | Daniel Elena Jarmo Lehtinen Carlos Del Barrio Chris Patterson                                                                    | 13/13            | 3         | 280             | 2e               |
| 2014   | Citroën DS3 WRC       | Michelin     | Mads Østberg Kris Meeke Khalid Al Qassimi                                                                     | Jonas Andersson Paul Nagle Chris Patterson                                                                                       | 13/13            | 0         | 210             | 2e               |
| 2015   | Citroën DS3 WRC       | Michelin     | Mads Østberg Kris Meeke Khalid Al Qassimi Sébastien Loeb Stéphane Lefebvre                                    | Jonas Andersson Paul Nagle Chris Patterson Daniel Elena Stéphane Prevot                                                          | 13/13            | 1         | 230             | 2e               |
| 2016   | Citroën DS3 WRC       | Michelin     | Kris Meeke Khalid Al Qassimi Stéphane Lefebvre Craig Breen Quentin Gilbert José Alberto Nicolas Marcos Ligato | Paul Nagle Chris Patterson Gabin Moreau Gilles De Turckheim Scott Martin Renaud Jamoul Miguel Recalt Leonardo Suaya Rubén García | 10/13            | 2         | -               | Non classé[1]    |
| 2017   | Citroën C3 WRC        | Michelin     | Kris Meeke Stéphane Lefebvre Craig Breen Khalid Al Qassimi Andreas Mikkelsen                                  | Paul Nagle Gabin Moreau Scott Martin Chris Patterson Anders Jæger                                                                | 13/13            | 2         | 210             | 4e               |
| 2018   | Citroën C3 WRC        | Michelin     | Kris Meeke Mads Østberg Craig Breen Sébastien Loeb Khalid Al Qassimi                                          | Paul Nagle Torstein Eriksen Scott Martin Daniel Elena Chris Patterson                                                            | 13/13            | 1         | 237             | 4e               |
| 2019   | Citroën C3 WRC        | Michelin     | Sébastien Ogier Esapekka Lappi                                                                                | Julien Ingrassia Janne Feme | 13/13            | 3         | 284             | 3e               |

### Palmarès en voiture de tourisme (WTCR ex WTCC)
- 3 Titres Constructeurs au championnat du monde des voitures de tourisme (2014, 2015 et 2016).
- 3 Titres Pilotes au championnat du monde des voitures de tourisme (2014, 2015 et 2016).
- 47 Victoires

#### Résultats des championnats du monde des voitures de tourisme (WTCC)
| Saison | Voiture               | Pilotes                                                 | Épreuves disputées | Manches disputées | Victoires | Points inscrits | Classement final |
| ------ | --------------------- | ------------------------------------------------------- | ------------------ | ----------------- | --------- | --------------- | ---------------- |
| 2014   | Citroën C-Élysée WTCC | Yvan Muller Sébastien Loeb Ma Qing Hua José María López | 12                 | 23                | 17        | 1003            | Champion         |
| 2015   | Citroën C-Élysée WTCC | Yvan Muller Sébastien Loeb Ma Qing Hua José María López | 12                 | 24                | 21        | 1069            | Champion         |
| 2016   | Citroën C-Élysée WTCC | Yvan Muller José María López                            | 11                 | 22                | 9         | 957             | Champion         |

### Palmarès en Rallyes-Raids (WCC)
- 5 Titres Constructeurs en coupe du monde des rallyes-raids (1993, 1994, 1995, 1996 et 1997)
- 5 Titres Pilotes en coupe du monde des rallyes-raids (1993, 1994, 1995, 1996 et 1997)
- 36 Victoires

#### Résultats en coupe du monde des rallyes-raids  (WCC)
| Saison | Voiture                | Équipage        | Équipage       | Classement final |
| Saison | Voiture                | Pilote          | Copilote       | Classement final |
| ------ | ---------------------- | --------------- | -------------- | ---------------- |
| 1993   | Citroën ZX Rallye-raid | Pierre Lartigue | Michel Périn   | Champion         |
| 1994   | Citroën ZX Rallye-raid | Pierre Lartigue | Michel Périn   | Champion         |
| 1995   | Citroën ZX Rallye-raid | Pierre Lartigue | Michel Périn   | Champion         |
| 1996   | Citroën ZX Rallye-raid | Pierre Lartigue | Michel Périn   | Champion         |
| 1997   | Citroën ZX Rallye-raid | Ari Vatanen     | Fred Gallagher | Champion         |

#### Résultats en rallyes-raids indépendants
Outre la coupe du monde des rallyes-raids, Citroën participa également à des rallyes indépendants dont le Rallye Dakar.
Vainqueurs du Rallye Dakar
| Saison | Vainqueurs      | Vainqueurs     | Vainqueurs             |
| Saison | Pilote          | Copilote       | Voiture                |
| ------ | --------------- | -------------- | ---------------------- |
| 1991   | Ari Vatanen     | Bruno Berglund | Citroën ZX Rallye-raid |
| 1994   | Pierre Lartigue | Michel Périn   | Citroën ZX Rallye-raid |
| 1995   | Pierre Lartigue | Michel Périn   | Citroën ZX Rallye-raid |
| 1996   | Pierre Lartigue | Michel Périn   | Citroën ZX Rallye-raid |

- Rallye des Pharaons : 1991
- Rallye de Tunisie : 1992, 1994, 1995, 1996 et 1997
- Paris-Moscou-Pékin : 1992

## Directeurs Citroën Racing
- Pierre Budar : depuis 2018
- Yves Matton : 2012 à 2017
- Olivier Quesnel : 2008 à 2012
- Guy Fréquelin : 1989 à 2007
- Guy Verrier : 1980 à 1989
- Marlène Cotton : 1971 à 1980
- René Cotton : 1965 à 1971